# Stromschiene
Eine Stromschiene, auch dritte Schiene, Kontaktschiene, Zuleitungsschiene, Leitungsschiene, Mittelschiene, Seitenschiene, Arbeitsschiene oder  Fahrstromschiene genannt, ist eine Zuleitung aus starrem Material für den elektrischen Strom für elektrisch getriebene Schienenfahrzeuge und andere bewegliche Stromverbraucher, z. B. Krananlagen. In Abgrenzung zur Stromschiene werden die Schienen, auf denen die Räder rollen, als Fahrschienen oder Laufschienen bezeichnet. 

## Stromschienen für elektrische Bahnen
Stromschienen für elektrische Bahnen werden heute im Allgemeinen aus Aluminiumlegierungen mit eingewalzter verschleißfester Edelstahllauffläche oder aus dem billigeren, aber weniger gut leitenden Weicheisen hergestellt, seltener aus Stahl.

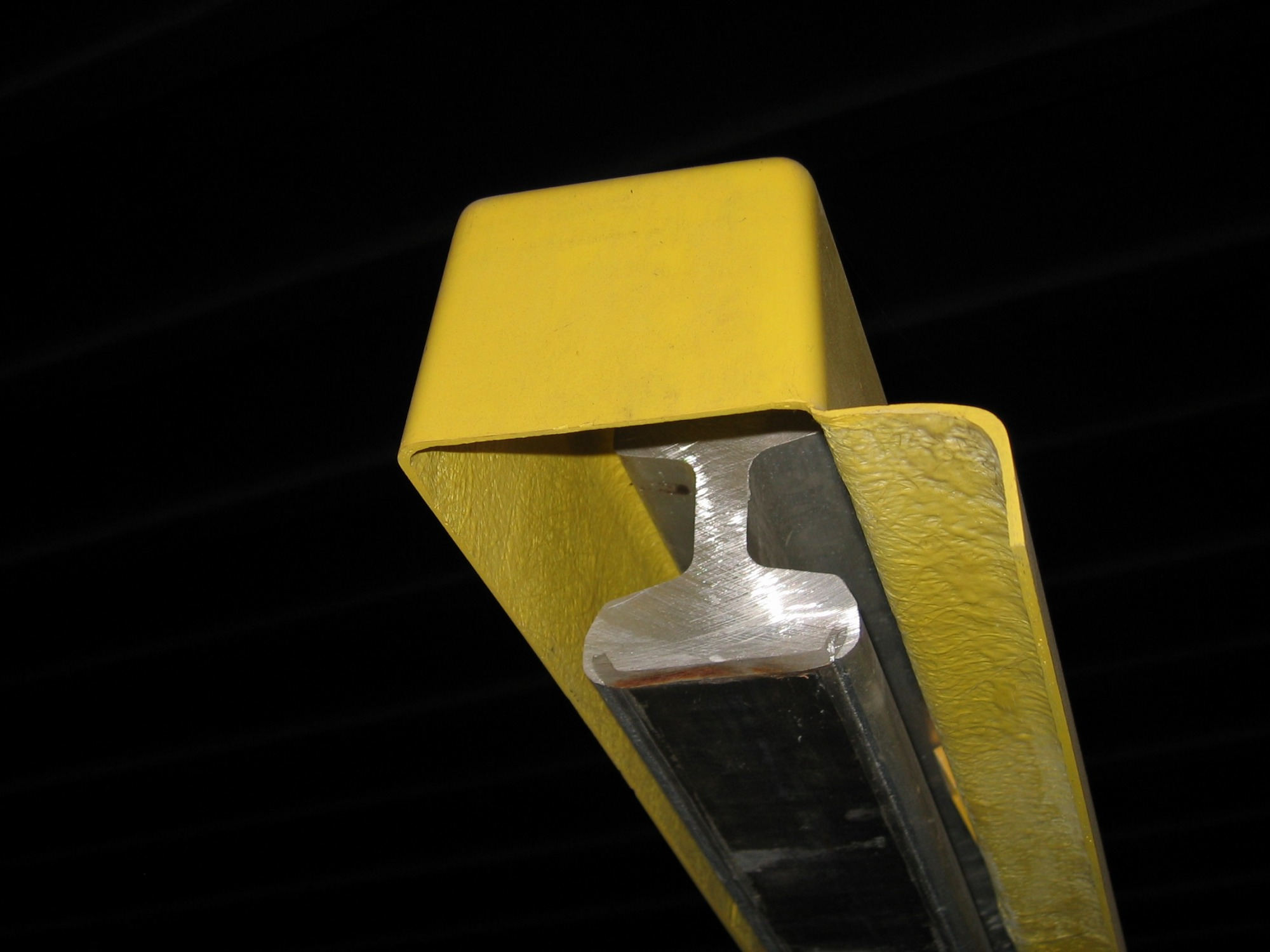
Stromschiene aus Aluminium mit Edelstahllauffläche im Querschnitt, darüber die gelbe Schutzabdeckung

### Nutzung der Fahrschienen
Die nächstliegende Möglichkeit, einer Bahn extern elektrische Energie zuzuführen, ist die Benutzung der paarigen Fahrschienen, wobei jede Schiene einen Elektrischen Pol bildet und die Schwellen neben der mechanischen Befestigung zusätzlich eine Isolationsfunktion haben. Tatsächlich kam diese Technik in der Anfangszeit des elektrischen Straßenbahnbetriebs beispielsweise bei der elektrischen Straßenbahn Lichterfelde–Kadettenanstalt und der Ungererbahn zum Einsatz, allerdings bei (in Lichterfelde) vergleichsweise geringen Spannungen von etwa 150 Volt. Diese bereiteten jedoch an den Überwegen und frei zugänglichen Stellen Probleme, sobald ein Mensch oder Tier beide Schienen gleichzeitig betrat. Außerdem bereiteten Ableitungen durch das Erdreich Probleme. Schon nach kurzer Betriebsdauer mussten die Fahrschienen an den Überwegen durch Isolierstöße spannungsfrei geschaltet und die Wegübergänge dort mit Schwung befahren werden.
Die Achsen bzw. Radsätze der Fahrzeuge mussten mittig bzw. an den Einzelrädern durch Isolationen elektrisch getrennt werden, was technisch zwar machbar, aber aufwendig und damit teuer war. Außerdem muss für Wendeschleifen oder Gleisdreiecke spezieller Aufwand getrieben werden, damit nicht die entgegengesetzte Polaritäten verbunden werden. Weichen und Kreuzungen sind aufwendiger. Um die Trennung aufrechtzuerhalten, müssen die Herzstücke, bei Kreuzungen auch die Doppelherzstücke, gegen alle angeschlossenen Schienen dauerhaft und gegen die volle Fahrspannung isoliert werden, jeder durchschlagende Isolierstoß bewirkt einen Fahrspannungskurzschluss.
Wegen der beschriebenen Nachteile kommt die Stromzuführung über die Fahrschienen heute im Bahnbetrieb nicht mehr zum Einsatz. Bei Modellbahnsystemen hingegen ist diese Technik der Stromzuführung weit verbreitet (Zweischienen-Zweileitersystem).

### Die seitliche Stromschiene

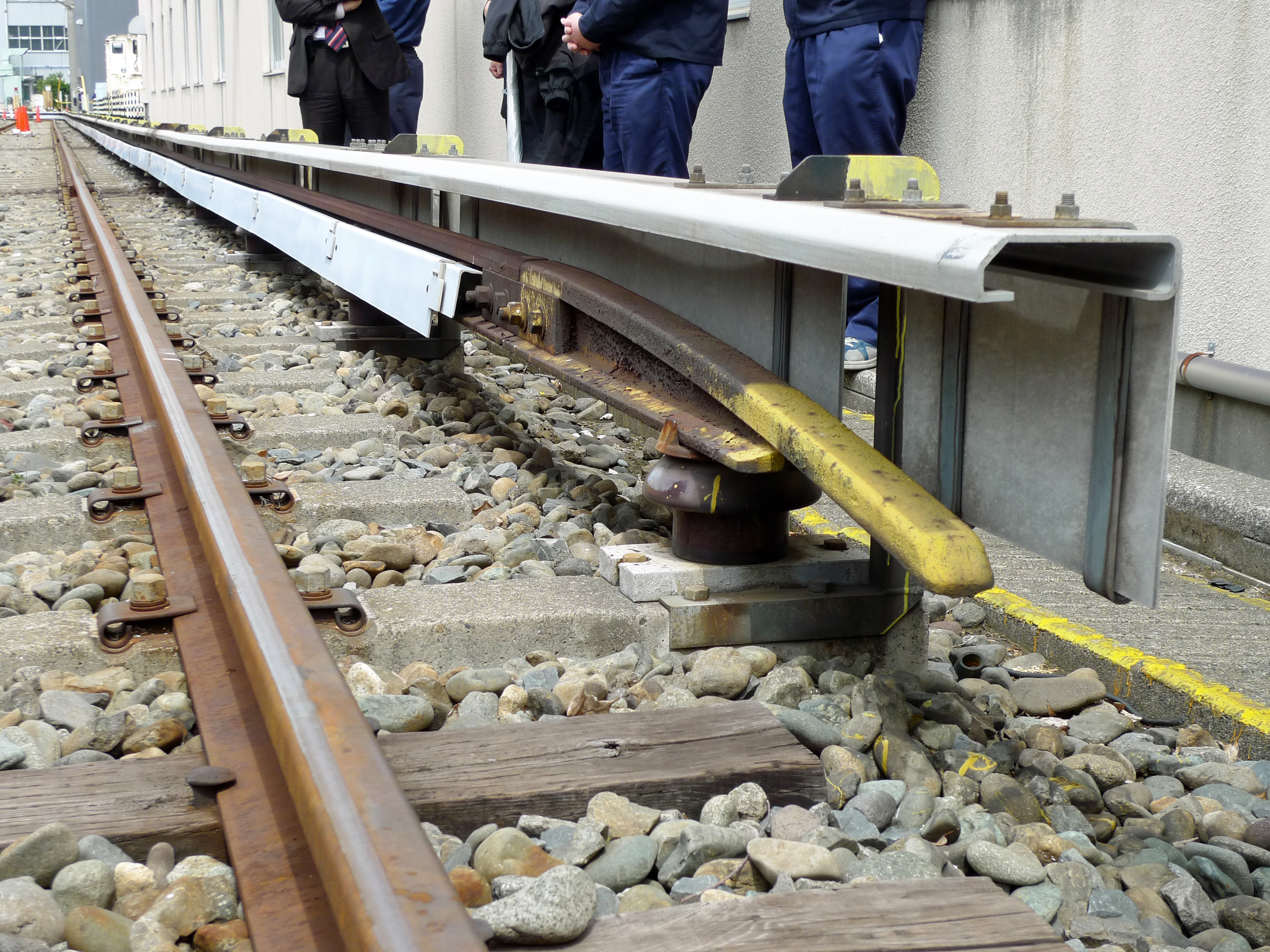
U-Bahn Tokio, von oben bestrichene Stromschiene mit Einlauf und Schutzabdeckung

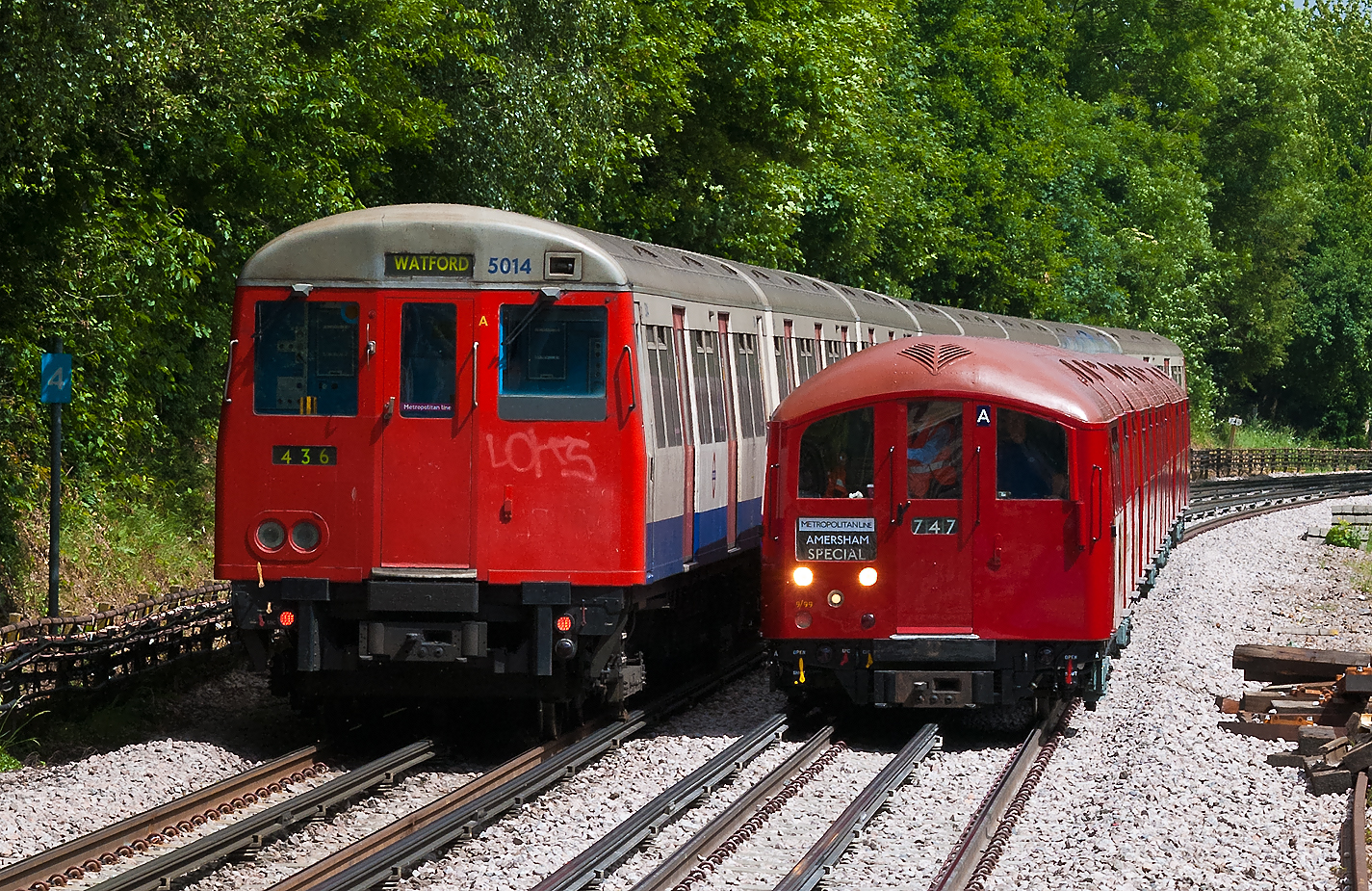
Seitliche und mittige Stromschienen bei der London Underground

Bei elektrischen Bahnen werden Stromschienen meist seitlich neben dem Gleis verlaufend angebracht. Im Raum London und Südengland gibt es ein umfangreiches Netz von Untergrund-, Vorort- und Fernverkehrsbahnen, das mit Stromschienen in Mittel- und in Seitenlage ausgestattet ist.
Der Einsatz einer dritten Schiene, die nur der Stromzuführung, nicht aber zum Tragen des Fahrzeuggewichts dient, hat den Vorteil, dass sie besser isoliert werden kann und somit mit höheren Spannungen (bis 1500 V, gegenüber 200 V bei Stromzuführung über Fahrschienen) verwendet werden kann. Allerdings ist ein Einsatz einer tiefliegenden Stromschiene aus Sicherheitsgründen nur bei Bahnen möglich, deren Gleiskörper nicht betreten werden darf, so dass der Einsatz überwiegend bei U-Bahnen, aber auch bei manchen Vollbahnen erfolgt. Mit der Stromschienenversorgung kann vor allem für Tunnelbahnen ein kleines und kostengünstiges Lichtraumprofil realisiert werden.
In der Regel sind an den Triebfahrzeugen bzw. Triebzuggarnituren mehrere Stromschienenstromabnehmer angebaut. Dies ermöglicht es, Lücken im Stromschienenverlauf, beispielsweise in Weichenbereichen, funktional zu überbrücken. Damit wird die Stromversorgung auch für den Fall gesichert, dass ein Schleifschuh bei Hindernisberührung an der Sollbruchstelle abbricht.
Zu Beginn und Ende von Stromschienenabschnitten wird die Stromschiene entgegen der Federwirkung der Stromabnehmer zur Seite oder nach oben weggeführt (Stromschienein- bzw. -auflauf), um die Stromabnehmer auf die Stromschiene stoßfrei aufgleiten zu lassen.
Da Gleichstrombahnen üblicherweise mit hohen Stromstärken betrieben werden (2 bis 20 kA gegenüber den 1,5 kA von 15-kV-Wechselstrombahnen), wirkt sich der geringere Spannungsabfall durch den größeren Querschnitt von Stromschienen (gegenüber einer Oberleitung) vorteilhaft aus.

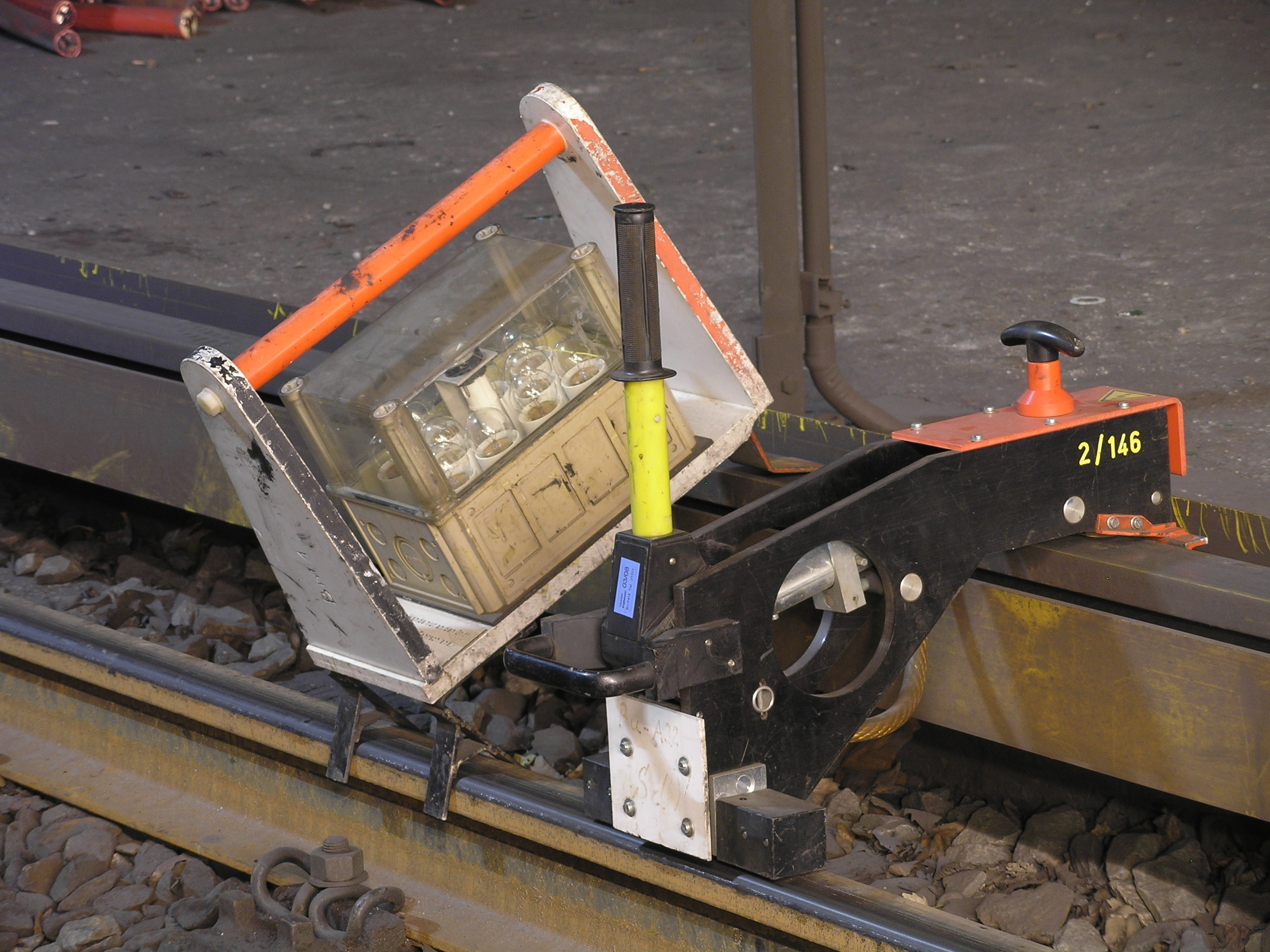
Kurzschließer (rechts) und Stromprüfkasten (links) im Berliner Kleinprofil-U-Bahn-Netz

Bodennahe Stromschienen haben gegenüber Oberleitungen die folgenden Vorteile:
- Kleineres Lichtraumprofil bei Tunnelstrecken
- Die Instandhaltung ist einfacher und preiswerter, da keine Steighilfen benötigt werden. Es besteht keine Absturzgefahr für die Monteure.
- Installation und Aufbau sind preiswerter, da Masten und Mastfundamente sowie die Abspannungen für das Kettenwerk entfallen.
- Eine Stromschiene ist deutlich verschleißfester und robuster gegenüber Stromabnehmerentgleisungen, die bei einer Oberleitung regelmäßig zu schweren Beschädigungen führen.
- Trotz des höheren Materialeinsatzes sind bodennahe Stromschienen z. B. in Ballungsräumen oft preisgünstiger in Aufbau und Betrieb als eine Oberleitung, die unter beengten Verhältnissen schwierig zu installieren ist.

Bodennahe Stromschienen haben gegenüber Oberleitungen die folgenden Nachteile:
- Gefahr für sich im Gleiskörper aufhaltende Menschen und Tiere aufgrund der Bodennähe
- Aufwändige Konstruktion (und Verkabelung) in Bereichen mit vielen Weichen
- Fahrzeuge benötigen Stromabnehmer auf beiden Seiten
- Beschränkung der Übertragungsspannung auf 1500 V, da in Bodennähe Verschmutzungen auftreten, die die Isolation stören
- Aufgrund der unflexiblen Schleifschuhlaufbahn einer starren Stromschiene ist die Geschwindigkeit auf etwa 120 km/h beschränkt. Hochgeschwindigkeitsverkehr oberhalb etwa 150 km/h ist kaum möglich.
- Probleme mit Schneeverwehungen und beim Schneeräumen mit Schneeschleudern
- Probleme auf offenen tiefer liegenden Strecken durch herbstlichen Laubbefall, die gelegentlich die Stromabnehmer außer Betrieb setzen und Betriebspausen erzwingen (öfter z. B. bei der U-Bahn Hamburg)

Stromschienen können von oben (z. B. Kleinprofil-U-Bahn in Berlin, Linien M2, M3 und M4 der Metró Budapest, Tunnelstrecken der Martigny-Châtelard-Bahn in der Schweiz und die mit ihr verbundene Bahnstrecke Saint-Gervais-Vallorcine in Frankreich, Strecken im Südosten von England einschließlich des Netzes von London Underground), von unten (z. B. Großprofil-U-Bahn Berlin, U-Bahnen Hamburg, Nürnberg, München, Wien und S-Bahn Berlin) oder von der Seite (S-Bahn Hamburg) bestrichen werden. Von oben und von der Seite bestrichene Stromschienen bieten den Vorteil einer einfacheren Abstützung, jedoch ist ein Berührungsschutz nur schwierig und eingeschränkt wirksam realisierbar. Von unten bestrichene Stromschienen sind mechanisch anspruchsvoller, dafür ist der Schutz gegen versehentliche Berührungen wirksamer auszuführen. In Deutschland sind, soweit möglich, Stromschienen mit einer isolierenden Schutzabdeckung versehen.

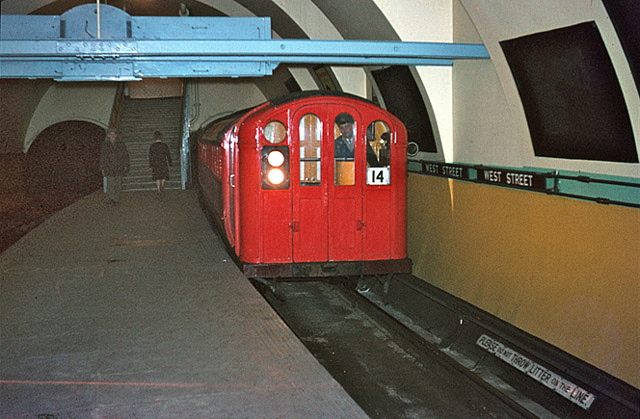
220-Volt-Stromschienen für die Lichtstromversorgung (mittig rechts, mit Stationsschildern) der Glasgow Subway, 1966

Von oben oder unten bestrichene Stromschienen werden in Weichen im Zungenbereich, wo die Stromabnehmer seitlich auf- oder ablaufen müssen, unterbrochen. Ist das fahrdynamisch nicht vertretbar, weil an der betreffenden Stelle beispielsweise wegen der Steigungsverhältnisse eine ununterbrochene Stromzufuhr erforderlich ist, wird an der entsprechenden Stelle ein Weichenauflauf eingebaut. Von unten bestrichene Stromschienen werden an diesen Stellen angehoben, von oben bestrichene abgesenkt, zusätzlich wird auf der Gleisseite eine schräge Aufgleitfläche angeordnet. Weil der Berührungsschutz an einem Weichenauflauf eingeschränkt ist, werden Weichenaufläufe mit einem Warnanstrich gekennzeichnet. Weichenaufläufe erschweren allerdings Unterhaltungsarbeiten an den Zungenvorrichtungen in Zugpausen, unter Umständen sind sie gar nicht möglich.
Die Londoner U-Bahn verwendet ein System mit zwei Stromschienen, wobei eine Stromschiene (+420 V, +630 V bei Mischbetrieb mit Eisenbahn) seitlich verläuft und eine weitere (−210 V, 0 V bei Mischbetrieb) mittig im Gleis liegt. In der Mitte liegende Stromschienen finden sich teilweise auch bei VAL- und ähnlichen Systemen wie dem London Stansted Airport People Mover.
Die Glasgow Subway hatte zwischen 1935 und 1977 neben der seitlichen Stromschiene für 600 V Gleichspannung zwei weitere, die auf der bahnsteigabgewandten Seite in Höhe der Seitenfenster der Wagen verliefen. Sie dienten der Stromversorgung der Innenbeleuchtung mit 220 V Wechselspannung.
Machen Arbeiten im Gleisbereich eine sichere Abschaltung der Stromschiene notwendig, werden zur Kontrolle des spannungslosen Zustandes Stromprüfkästen und Kurzschließer als Schutz gegen irrtümliches Wiedereinschalten eingesetzt (die Abbildung zeigt die Anwendung bei einer von oben bestrichenen Stromschiene).

### Unter den Fahrschienen versenkt liegende Stromschienen

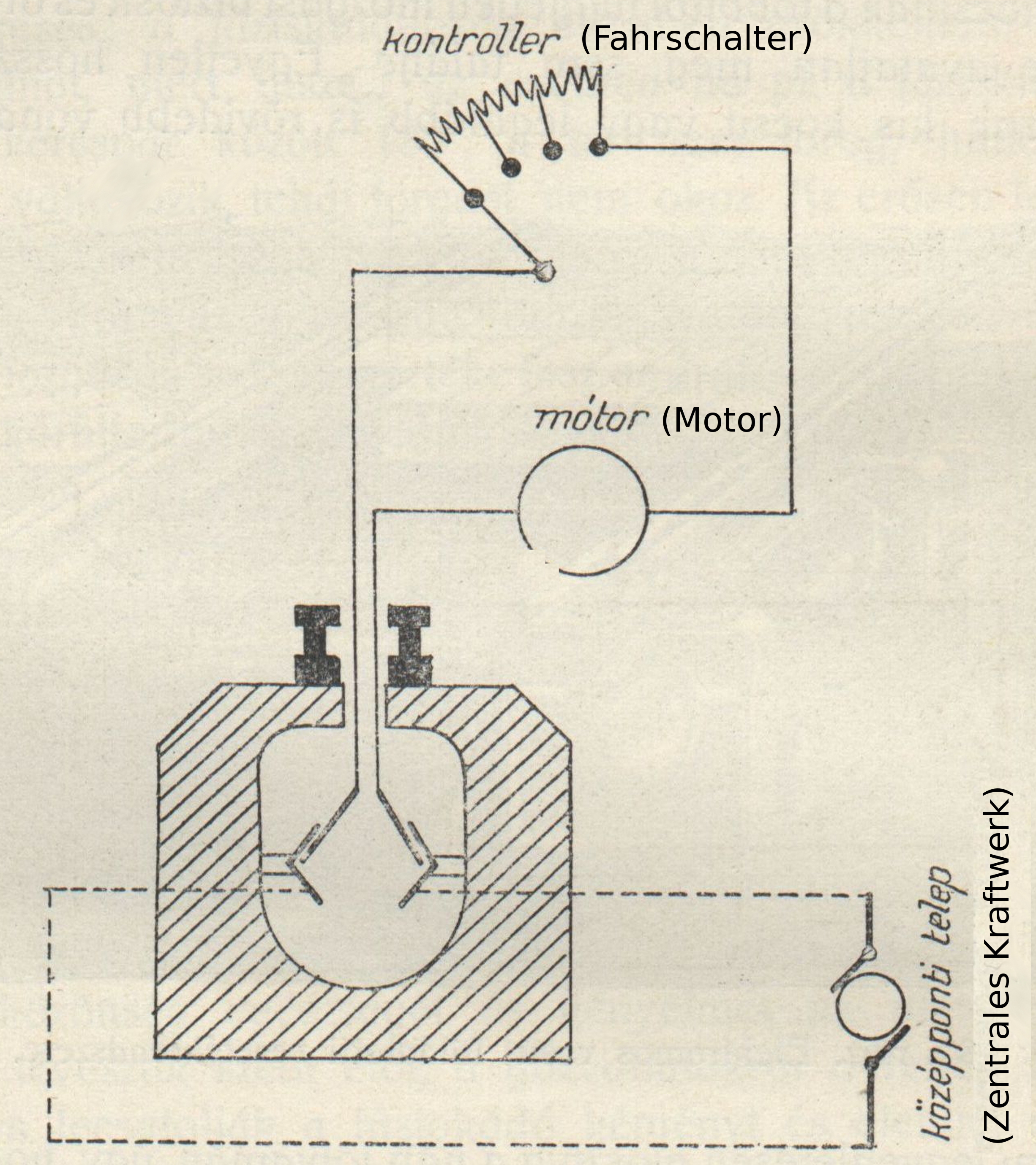
Prinzipskizze einer Doppelschiene mit Stromversorgung in einem darunter liegenden Stromschienenkanal für die Budapester Straßenbahn, verwendet ab 1887 im Versuchsbetrieb und von 1889 bis etwa zur Mitte der 1920er Jahre in der Inneren Stadt von Budapest

Von Siemens & Halske wurde ab 1887 in Budapest und darüber hinaus auch in Wien und in Berlin ein System eingesetzt, bei dem die beiden Schienen des Straßenbahngleises jeweils aus zwei Hälften mit einem nach oben offenen Schlitz bestanden. Unterhalb der Schiene auf einer Seite verlief ein Kanal, in dem sich zwei Leiter aus dicken Winkeleisen befanden. Diese beiden Stromschienen waren in Abständen von mehreren Metern an isolierenden Halterungen in Form von Hufeisen befestigt. Ein Pol befand sich auf der linken, der andere auf der rechten Seite. Die Kanäle waren eingemauert. Mit der freien Luft standen sie nur durch den Schlitz zwischen den Schienen in Verbindung. An den Fahrzeugen befand sich eine Platte, die am unteren Ende zwei drehbare Metallzungen trug. Die Platte lief senkrecht in dem Schlitz der Schiene mit den zwei Leitern und berührte mit jeweils einer der beiden Metallzungen eine der beiden Leitungen. Eine der beiden Leitungen war der Hin- und die andere der Rückleiter. Die Spannungsdifferenz betrug zwischen 300 und 600 Volt. Das System wurde in Budapest ab 1887 im Versuchsbetrieb auf der meterspurigen Versuchsstrecke Westbahnhof–Ringstraße–Királystraße und von 1889 bis etwa zur Mitte der 1920er Jahre in der Inneren Stadt auf einer Regelspurstrecke verwendet.
Bei der Wuppertaler Schwebebahn findet eine Stahlschiene zur Stromzuführung Verwendung, die an Isolatoren unter den Fahrbahnträgern aufgehängt ist und von zwei federbelasteten Stromabnehmern je Wagen bestrichen wird.

### Die versenkte Mittelstromschiene

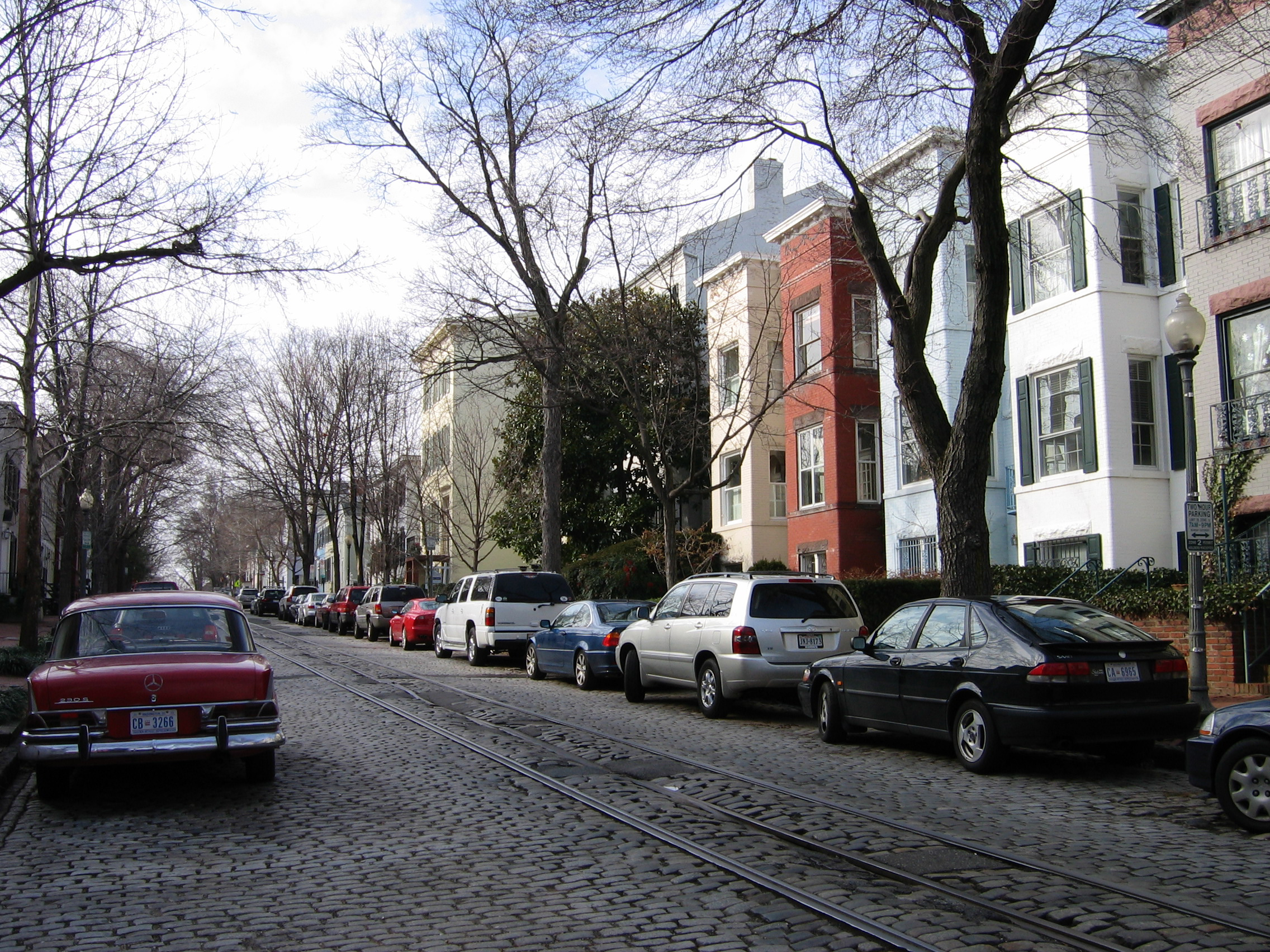
Stillgelegte Straßenbahnstrecke mit mittiger Stromschiene in Georgetown, 2006

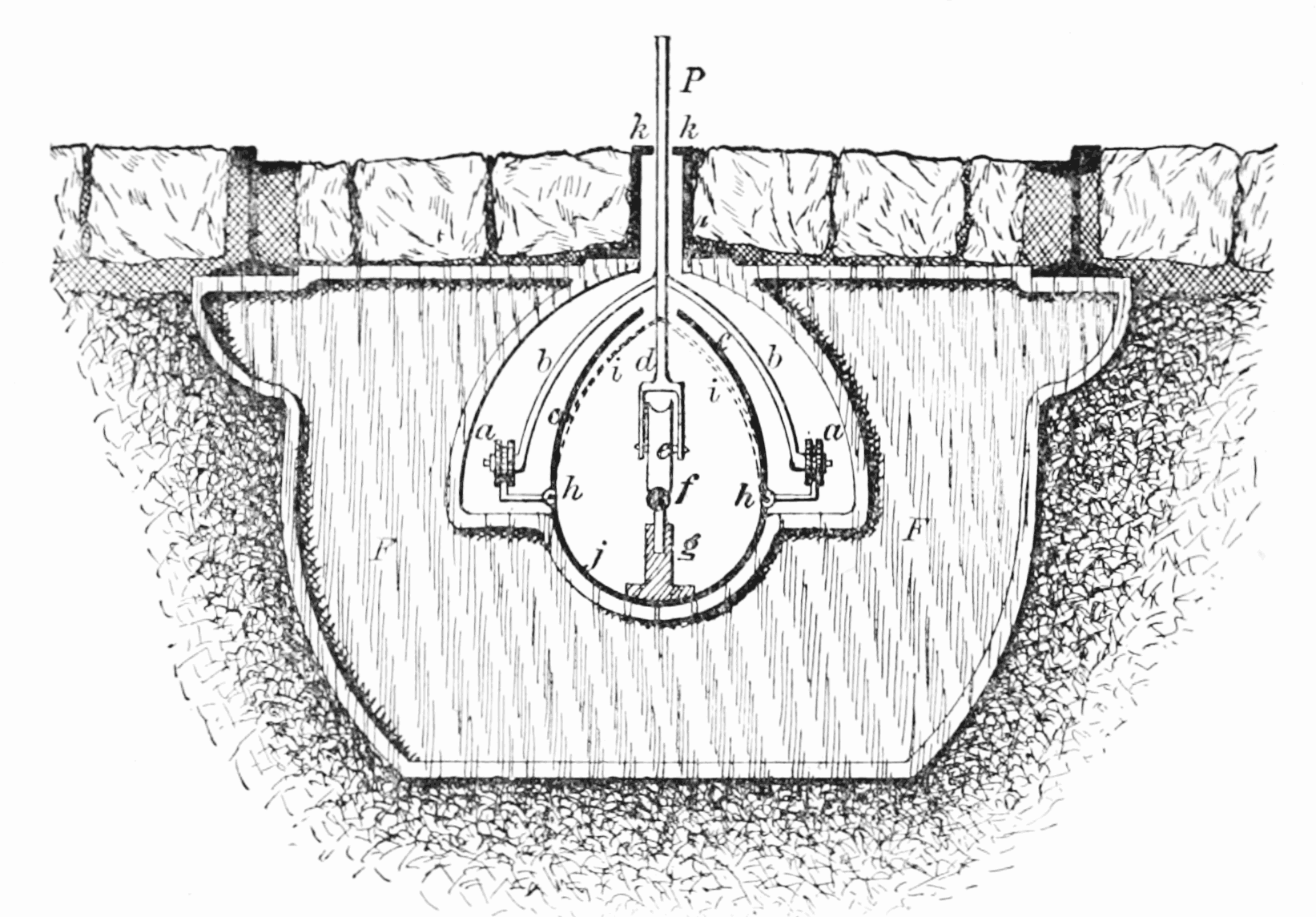
Schnittbild: Unterhalb der Fahrbahn angeordnete Stromschiene mit zugehörigem Rollen-Stromabnehmer um 1900

Wo aus Gründen des Ortsbildschutzes der Einbau von Oberleitungen unerwünscht war, wurden schon im späten 19. und frühen 20. Jahrhundert Straßenbahnen mit Stromschienen ausgestattet, die zwischen den Fahrschienen im Straßenpflaster versenkt angeordnet waren. Ein unter dem Fahrzeugboden angebrachter ausklappbarer Schleifkontakt griff in den schmalen Spalt im Straßenpflaster ein und stellte die elektrische Verbindung zum Fahrzeug her. Der hohe Wartungsaufwand, die großen Probleme bei Schnee und Eis und die notwendigen komplizierten Weichenkonstruktionen ließen die Straßenbahnbetriebe von dieser Technik wieder abkommen.
Eine offenliegende Mittelschiene verwendeten die London Post Office Railway von 1927 bis 2003 und die zweite technische Generation der Post-U-Bahn München zwischen 1966 und 1988. Beide dienten ausschließlich dem Transport von Briefpost und fuhren automatisiert in eigenen Tunneln.

#### APS – Alimentation par le Sol

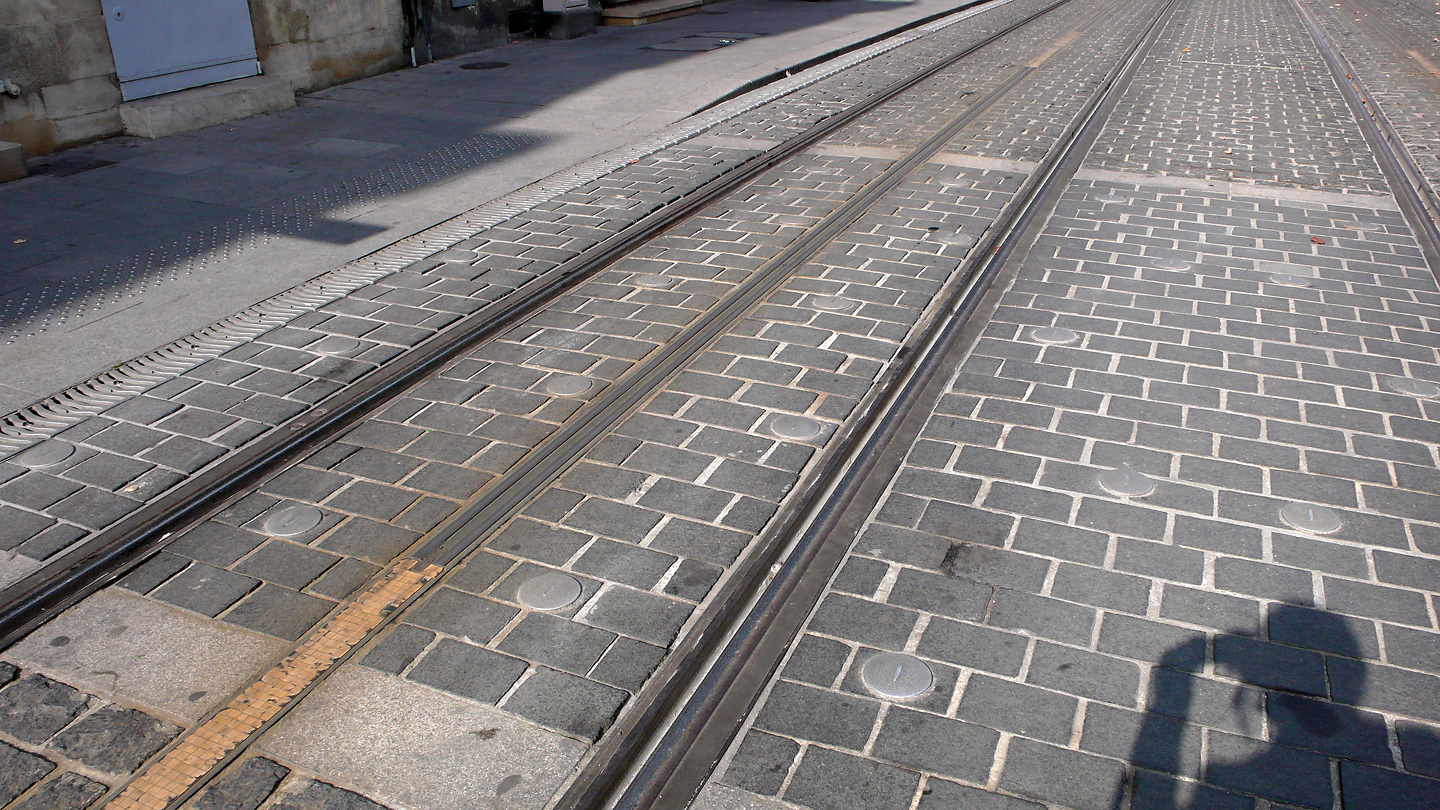
Mittelstromschiene in Bordeaux, links unten ein isolierter Abschnitt

Die Technik Alimentation par le Sol (kurz APS, deutsch etwa Stromversorgung aus dem Boden), die die Mittelstromschiene für Straßenbahnen wieder belebte, stammt aus Frankreich und wurde von der heute zum Alstom-Konzern gehörenden Firma Innorail entwickelt. Sie wurde zuerst bei der 2003 in Betrieb genommenen Straßenbahn Bordeaux angewendet.
Bei diesem System befindet sich zwischen den beiden Schienen eine Stromschiene, die 750 Volt Gleichspannung führen kann. Die Stromschiene ist in einzelne Sektionen unterteilt. Jede Sektion besteht aus einer acht Meter langen spannungsführenden Schiene und einem drei Meter langen isolierten Abschnitt. Wird die Stromschiene von einem Straßenbahnzug überfahren, sendet dieser per Funk ein codiertes Signal aus, das jenen Abschnitt der Stromschiene an Spannung legt, der sich vollständig unter dem Fahrzeug befindet. Es können maximal zwei der elf Meter langen Segmente gleichzeitig eingeschaltet werden. Bevor der Zug ein Segment verlässt, wird es abgeschaltet und aus Sicherheitsgründen geerdet. Bislang wird diese Technik nur von Alstom angeboten.
Das System wird auch bei anderen Straßenbahnen eingesetzt – seit 2011 bei der Straßenbahn Angers und der Straßenbahn Reims. Die Straßenbahn Orléans setzt seit 2012 auf der neuen Linie B APS ein und die neue Straßenbahn Dubai wurde ebenfalls damit ausgerüstet.

#### TramWave

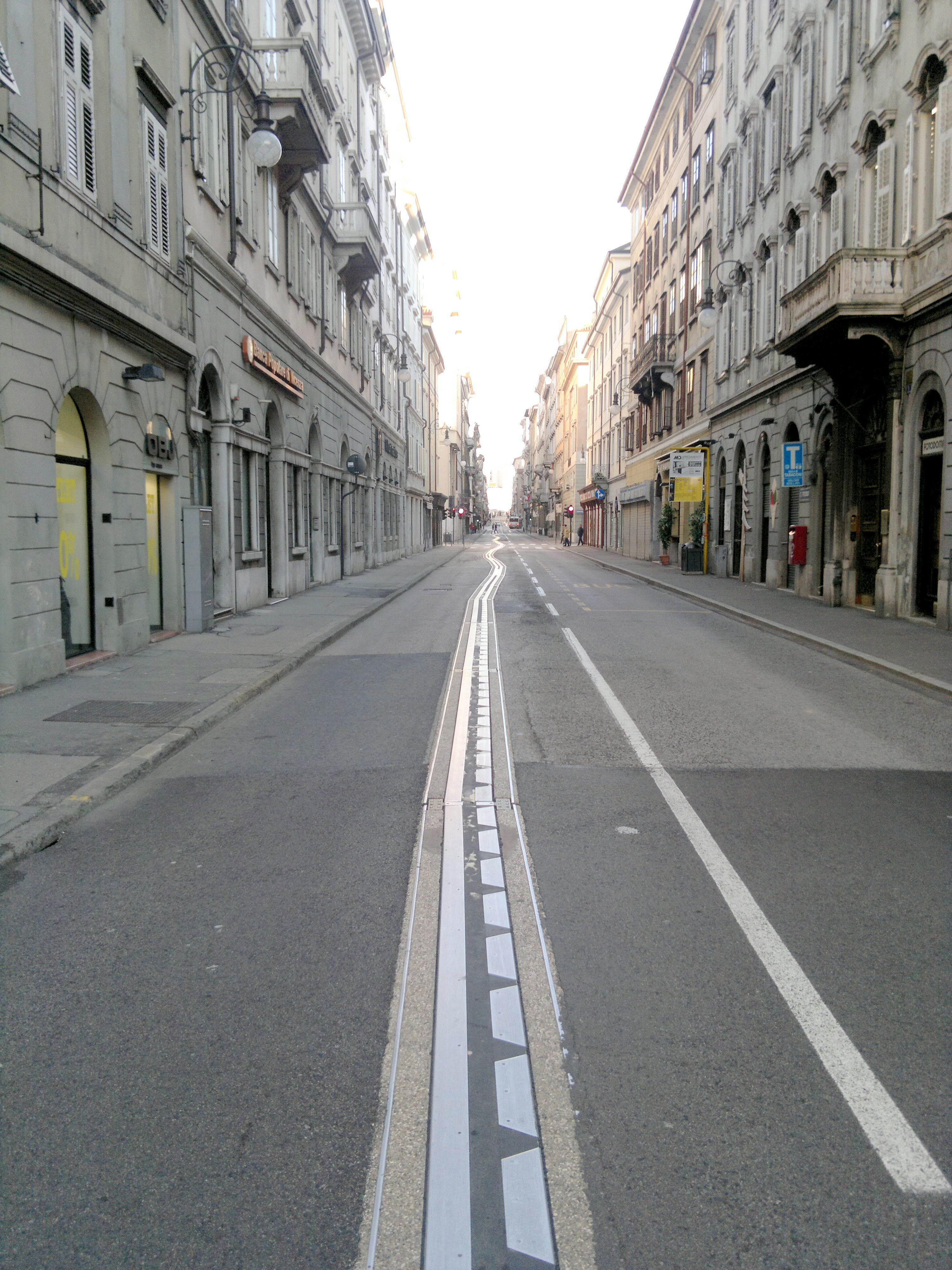
In die Fahrbahn eingelassene Stromschiene in Triest, Testbetrieb im Jahr 2000

Ansaldo STS hat ebenfalls eine Technik mit Mittelstromschiene entwickelt. Beim System TramWave ist die doppelreihige Mittelstromschiene in einzelne Sektionen von je 50 cm Länge unterteilt. Beim Überfahren zieht ein Permanentmagnet am Stromabnehmer eine Kontaktplatte unterhalb der Fahrbahn nach oben, sodass über die Platte ein elektrischer Kontakt zur Stromschiene entsteht. Das System wurde zuerst für elektrische Busse in Triest im Jahr 2000 getestet, damals noch unter dem Namen STREAM für „Sistema di TRasporto Elettrico ad Attrazione Magnetica“. Das Projekt STREAM kam jedoch über eine kurze Testphase auf der Buslinie 9 nicht hinaus. In Neapel wurde eine 600 m lange Teststrecke in der Stadt eingerichtet, auf der umgerüstete Sirio-Gelenkwagen verkehren.
Im Juli 2012 wurde die Technik an ein chinesisches Konsortium lizenziert und dort an neue chinesische Straßenbahnfahrzeugbauarten angepasst. Nachfolgend wurden von CNR die neuen Linien in Zhuhai mit Tramwave-Stromschienen errichtet, um auch bei den häufigen Taifunen in der Gegend den Betrieb aufrechtzuerhalten oder schnell wiederaufnehmen zu können. Die Inbetriebnahme der ersten Strecke erfolgte im Juni 2017.

#### Primove

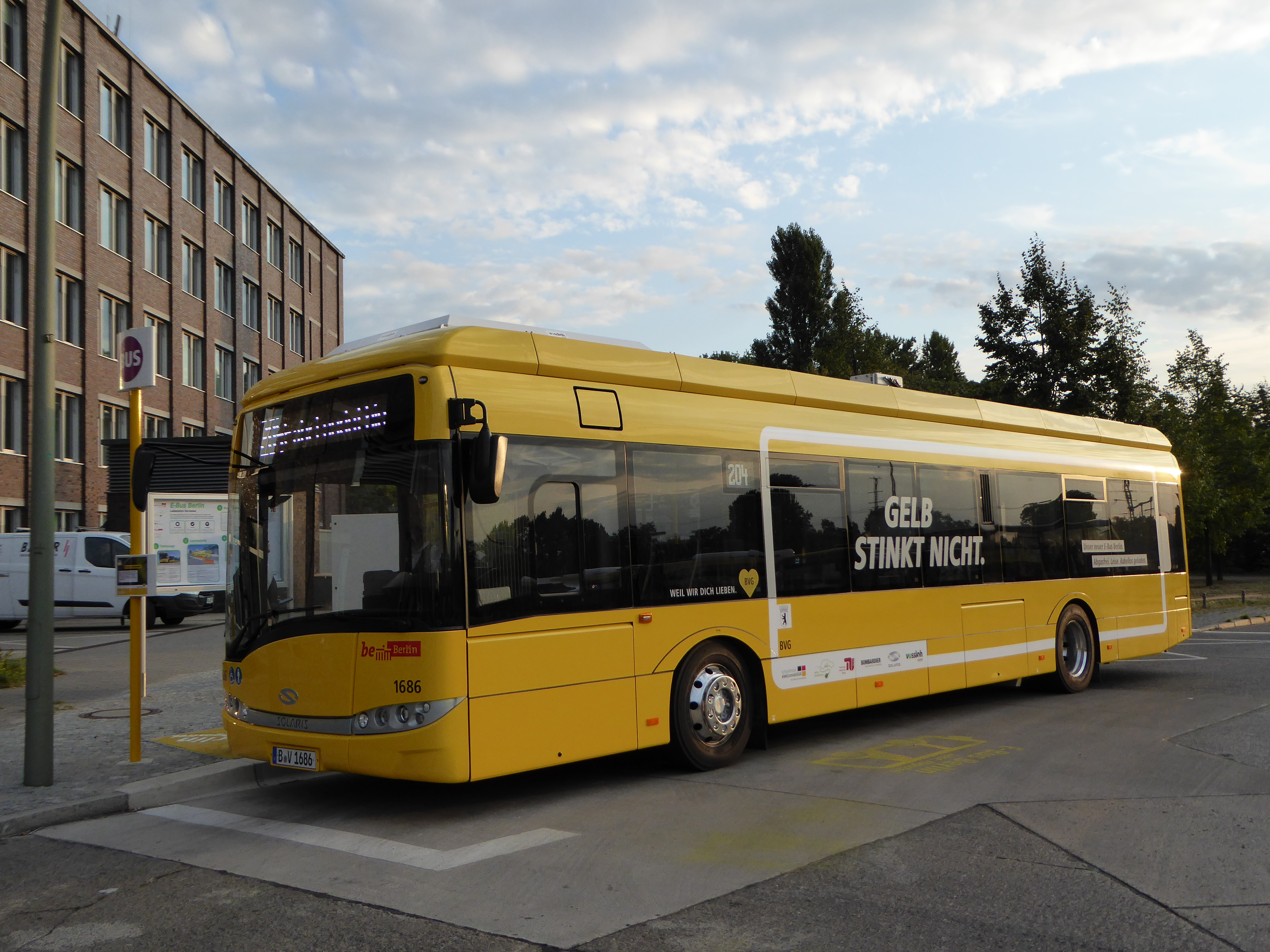
Induktive Ladung eines Batteriebusses im Primove-System

Bombardiers „PRIMOVE“ verwendet ebenfalls eine in Sektionen unterteilte Stromzuführung, die nur bei Überfahren aktiviert werden. Im Gegensatz zu Alstoms APS und Ansaldos TramWave basiert es jedoch auf induktiver Energieübertragung und nicht auf direkter Stromzuführung über Schleifschuhe und ist somit keine Stromschiene im engeren Sinn. Teststrecken gibt es unter anderem bei der Straßenbahn Augsburg. Bombardier „PRIMOVE“ wurde im Jahr 2012/2013 (in der Kategorie Triebzüge) mit dem Innovationspreis des Privatbahn Magazins ausgezeichnet.
Diese für Straßenbahnen entwickelte Technik wurde mittlerweile für das Schnellladen von Batteriebussen angepasst, bei der die Wagen an den Haltestellen über einer etwa fünf mal zwei Meter großen Induktionsplatte halten. Diese Technik, die dem ursprünglichen Zweck der Stromschiene als batteriefreie Stromversorgung widerspricht, wird ebenfalls als Primove vermarktet. Entsprechende Teststrecken existier(t)en in Braunschweig (seit Mai 2014) sowie Mannheim und Berlin (ab Sommer 2015) im Fahrgastbetrieb.

### Deckenstromschienen

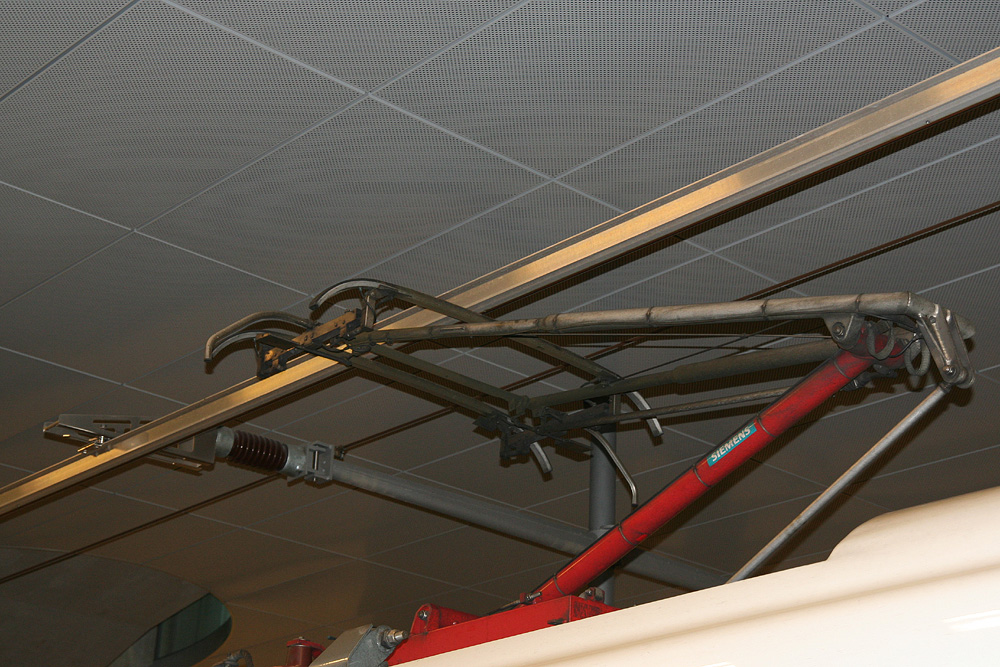
Deckenstromschiene mit Stromabnehmer in Berlin Hbf (tief)

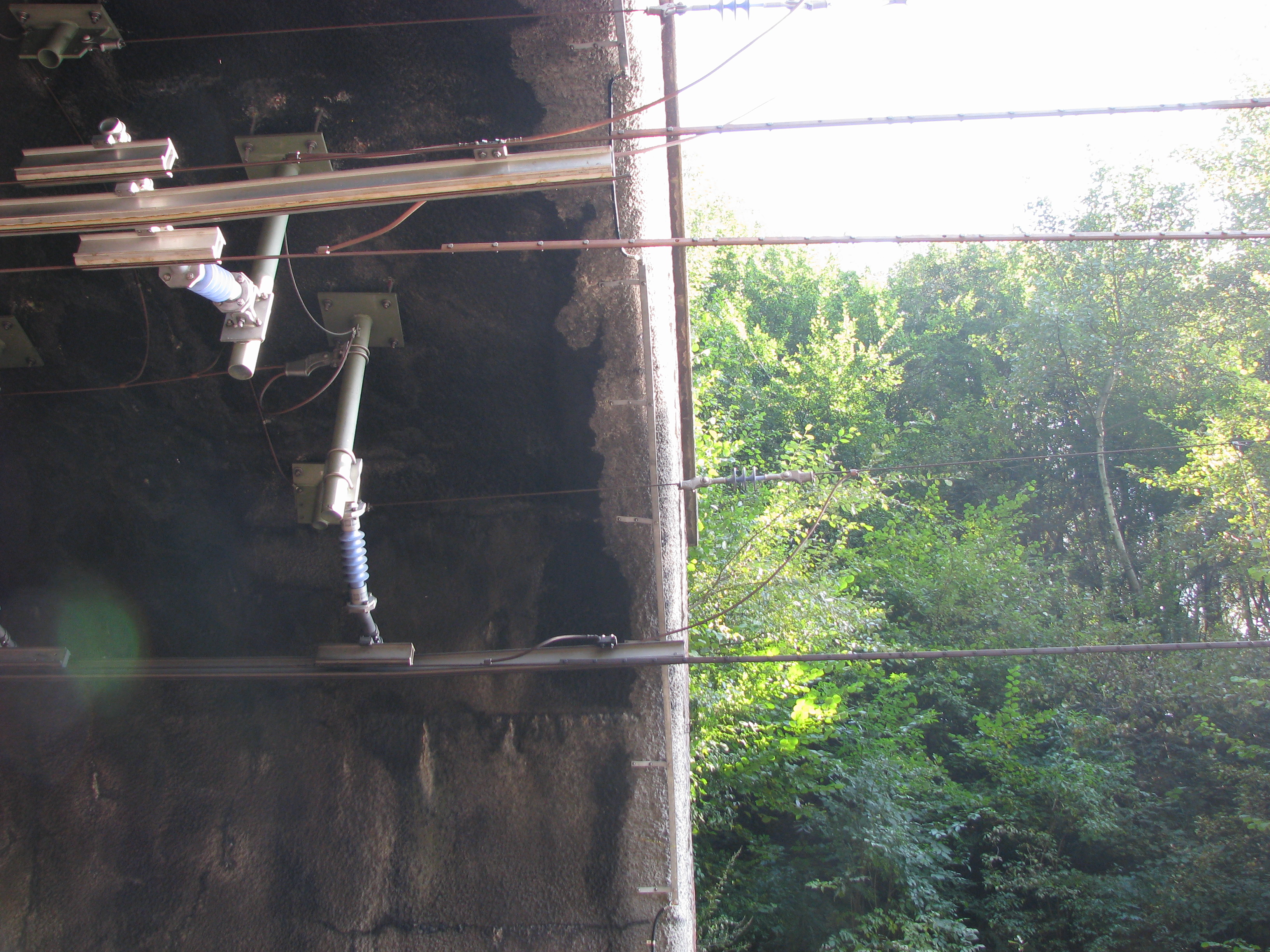
Übergang der Oberleitung zur Stromschiene im Gemmenicher Tunnel

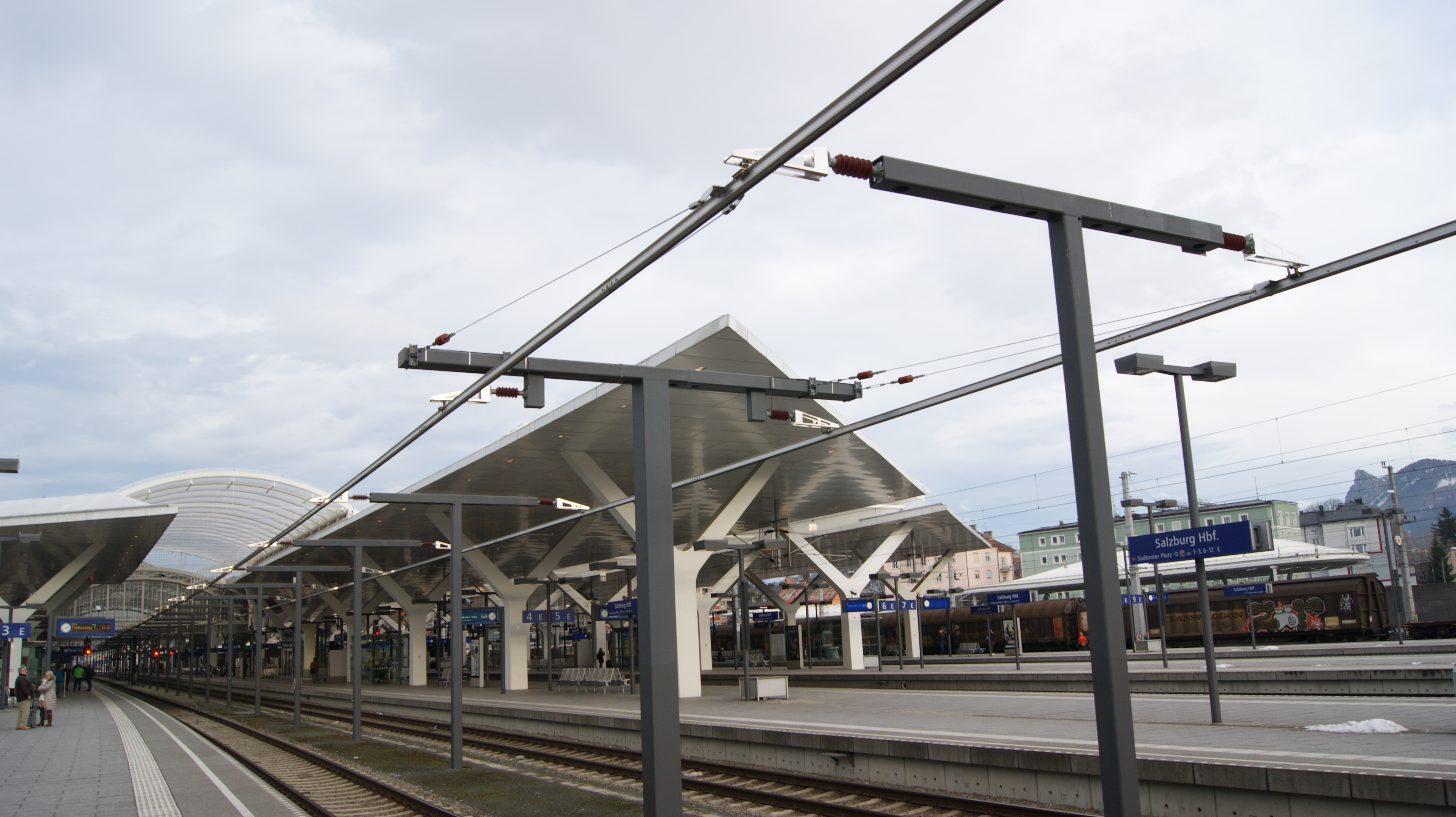
Oberleitungsschiene im Hauptbahnhof Salzburg

Gelegentlich bzw. in Sonderfällen können Stromschienen auch ein Teilstück einer Oberleitung darstellen; so z. B. in Werkstatthallen, Brücken oder Tunneln mit eingeschränktem Lichtraumprofil, wie im Tunnel Nord-Süd-Fernbahn in Berlin, wo die 15-kV-Wechselspannung über eine Deckenstromschiene zugeführt wird. Für elektrische Straßenbahnen wird in Tunnelstrecken in jüngerer Zeit oftmals kein Fahrdraht, sondern eine Deckenstromschiene (auch: Oberleitungsstromschiene oder Stromschienenoberleitung) vorgesehen. Konstruktiv wird meist ein normaler Rillenfahrdraht in ein Aluminium-Trägerprofil eingeklemmt.
Zu den Vorteilen der Stromschienen gegenüber konventionellen Fahrleitungen zählen eine einfachere Verlegung (u. a. im Weichenbereich), größere Betriebsstromstärken (damit teilweise Verzicht auf Speiseleitungen), eine höhere elektrische und mechanische Betriebssicherheit sowie geringere Instandhaltungskosten. Zu den Nachteilen zählen größere Erstellungskosten, die bei unterirdischen Anlagen durch die aufgrund der niedrigeren Bauhöhe geringeren Tunnelquerschnitte kompensiert werden. Aufgrund der engen Stützpunktabstände (von 8 bis 12 Metern) ist ihr Einsatz im Allgemeinen nur in Tunneln sinnvoll. In einigen Fällen, beispielsweise auf der Stammstrecke der S-Bahn Kopenhagen zwischen Kopenhagen Hauptbahnhof und Bahnhof Østerport wurde die Deckenstromschiene zur Vermeidung von mehrfachen Wechseln der Fahrleitungsbauart auch zwischen den Tunnelabschnitten weitergeführt. 
Deckenstromschienen werden wegen der kleinen benötigten Einbauhöhe auch bei Umbauten in älteren Tunneln (z. B. Gemmenicher Tunnel, Arlbergtunnel) mit geringerem Lichtraumprofil eingesetzt. Ein anderes Anwendungsgebiet ist der Einsatz in Betriebswerken und auf Ladegleisen. Für diesen Einsatzzweck kann die Stromschiene geschwenkt oder gehoben werden, was die Anwendung von Hebebock- und Krananlagen ermöglicht bzw. vereinfacht. In Salzburg wird eine Deckenstromschiene bei der Unterfahrung der alten Bahnhofshallenkonstruktion, die aus Denkmalschutzgründen erhalten blieb, eingesetzt.
Die Anwendung der Deckenstromschiene ist auch aufgrund der hohen Verfügbarkeit und der daraus resultierenden Betriebssicherheit sinnvoll. Des Weiteren können in langen Tunneln parallel zur Oberleitung verlegte Kabel entfallen oder minimiert werden, da die Stromschiene normalerweise über einen Querschnitt von 1300 mm² Kupferäquivalent verfügt, der somit rund sechsmal größer ist als bei einer Kettenoberleitung.
Schon ab 1896 dienten der ersten Budapester U-Bahn-Linie in deren niedrigem Tunnel 50 Millimeter hohe Grubenbahnschienen mit einem Gewicht von fünf Kilogramm je Meter als Oberleitung. In den 1980er Jahren wurde die Deckenstromschiene schließlich auch bei der S-Bahn Zürich erprobt, wo 1984 im Bahnhof Zürich-Opfikon eine Versuchsanlage entstand. Positive Ergebnisse führten 1986 zur Entscheidung, den neuen Bahnhof Museumsstrasse auszurüsten.
In den späten 1980er-Jahren ist auf einer Länge von einem Kilometer im Simplontunnel eine Deckenstromschiene für eine Fahrgeschwindigkeit von 160 km/h getestet worden. Damit sollte eine aufwändige Tieferlegung der Gleisanlage vermieden werden, um das für die Rollende Landstraße notwendige, besonders große Lichtraumprofil herzustellen. Vor diesem Versuch war mit Deckenstromschienen in der Schweiz bereits bis 110 km/h, international bis 80 km/h schnell gefahren worden.
In der 1993 begonnenen vertieften Planung des Tunnels Nord-Süd-Fernbahn wurde der Einsatz einer Deckenstromschiene erwogen. Dabei kam es zu vielschichtigen Diskussionen, die letztlich in der Entscheidung für die Deckenstromschiene mündeten. Für den Bereich der elektrotechnischen Anlagen der Eisenbahnen des Bundes wurde das Zulassungsverfahren im Juni 1995 beantragt. Dabei wurden unter anderem Nachweise zum Störfallfallbetrachtungen angestellt und Fahrversuche durchgeführt. 1996 ließ das deutsche Eisenbahn-Bundesamt eine Bauart der Deckenstromschiene für 140 km/h zu, die später im Tiefbahnhof des Berliner Hauptbahnhofs eingesetzt werden sollte. Bei einem Querschnitt von 2220 mm2 Aluminium liegt die Dauerstrombelastbarkeit bei 2400 A.

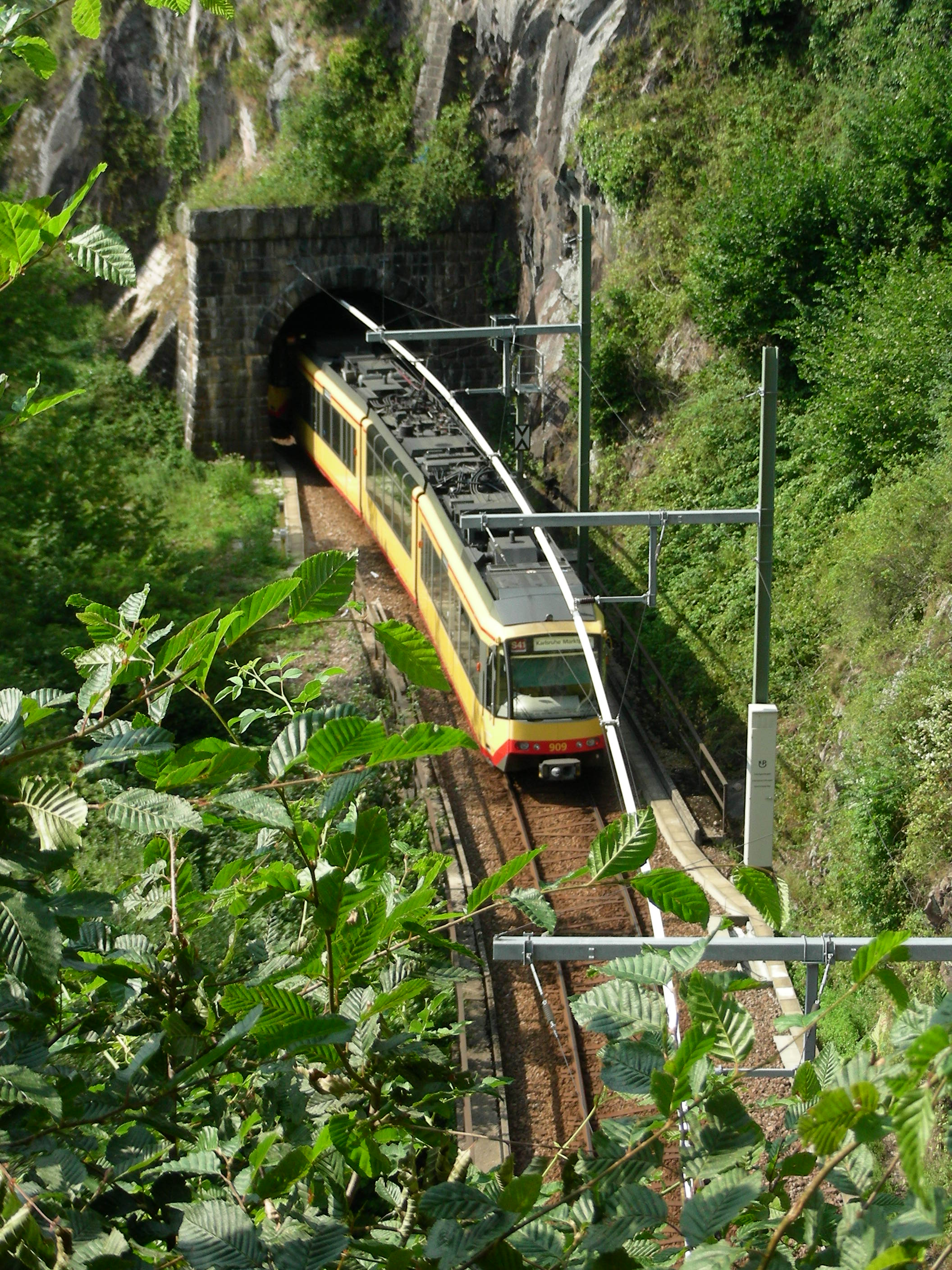
Deckenstromschiene zwischen zwei Tunneln der Murgtalbahn

In Deutschland wurden Furrer+Frey-Deckenstromschienen erstmals bei der Elektrifizierung der Murgtalbahn eingebaut, deren erste Stufe im Juni 2002 in Betrieb ging. Insgesamt wurde die Deckenstromschiene, im Streckenabschnitt zwischen Rastatt und Raumünzach, auf einer Gesamtlänge von 1,8 km in Tunneln und kurzen offenen Zwischenabschnitten eingebaut.
In der Schweiz ließ das Bundesamt für Verkehr die Anwendung der Deckenstromschiene für 160 km/h zu; sie wird seitdem im vier Kilometer langen Kerenzerbergtunnel angewendet.
Ein drei Kilometer langer Testabschnitt im niederösterreichischen Sittenbergtunnel wurde 2004 zunächst für 200 km/h zugelassen. Mitte August 2004 wurde dieser Abschnitt mit dem ICE S mit 260 km/h befahren. Die Behörden Österreichs und der Schweiz haben daraufhin die Zulassung des verwendeten Systems für 250 km/h in Aussicht gestellt (Stand: 2004). Im Herbst 2010 folgte der Nachweis von 230 km/h im selben Tunnel. Das Bewilligungsverfahren läuft (Stand: Mitte 2011). Für den Koralmtunnel wurde eine Betriebsgeschwindigkeit von 250 km/h bei einem Tunnelquerschnitt von 40,3 m² mit Nutzung der Deckenstromschiene zur Zulassung beantragt. Mit dem Einbau wurde im März 2024 begonnen. Der ebenfalls mit einer Deckenstromschiene ausgerüstete Ceneri-Basistunnel soll (ab 2020) mit 250 km/h befahren werden. Betriebsversuche für 250 km/h sind erfolgt, bei Versuchsfahrten wurden bis zu 302 km/h erreicht.
Deckenstromschienen und dazugehörige konstruktive Ausführungen der Übergänge und Trennungen wurden durch Eisenbahn-Cert (EBC) für 140 km/h nach den Vorgaben der TSI Energie für das interoperable europäische Eisenbahnnetz zertifiziert (Stand 2006). Das Unternehmen Furrer + Frey errichtete bis 2011 mehr als 1000 km Deckenstromschienen in 15 Ländern.
Im Projekt Stuttgart 21 sollen Deckenstromschienen im Wert von 37 Millionen Euro eingebaut werden. Auf der benachbarten Güterzuganbindung wurde eine Deckenstromschiene bereits eingebaut. Auch im Pfaffensteigtunnel ist in einem Abschnitt eine Deckenstromschiene geplant.

### Nennspannungen bei Bahnen mit Stromschiene
Je nach Alter der Systemfestlegung wurde das jeweils wirtschaftlich und technisch sinnvolle Spannungsniveau verschieden hoch angesetzt. Während in der Frühzeit der elektrischen Zugförderung 600 V als ausreichend angesehen wurden, war man mit Zunahme der abzugebenden Leistungen in den Netzen gezwungen, die Nennspannung heraufzusetzen, um die zu übertragenden Ströme nicht zu hoch werden zu lassen (Übertragungsverluste).
Die Obergrenze der Spannung an Gleichstrombahnen mit seitlicher Stromschiene beträgt zurzeit 1500 V. Die Isolationsabstände und die Abstände für eine unzulässige Näherung sind hier so gering, dass wegen dieser Eigenschaften der Bau von bodennahen Stromschienen erst möglich ist. Allerdings kann der Isolationsaufwand unter ungünstigen Umständen (starke Verschmutzung der Isolatoren, sowie starke Einwirkung von Schnee und Regen) umfangreicher ausfallen.
Die Rückleitung erfolgt parasitär über die Fahrschienen. Bekannte Ausnahme ist die Londoner U-Bahn. Wechselspannungs-Systeme sind nur für Zweischienen-Zuführung einsetzbar.
Aufgrund der wesentlich höheren Ströme bei Gleichstrombahnen (P=U·I) entsteht an den Kontaktflächen der Stromabnehmer ein in der Tendenz höherer Funkenflug und Abbrand, die jedoch durch die größere Kontaktfläche am Schleifschuh kompensiert werden.
Einige Beispiele für verwendete Spannungen sind:
- in Deutschland: 600 V bei der Vorortbahn Berlin-Lichterfelde-Ost von 1903 bis 1929, 750 V Berliner S-Bahn seit 1924, 1200 V Hamburger S-Bahn seit 1939
- in Frankreich von 1925 bis 1976: 1500 V Chambéry–Modane (Maurienne, Zufahrt zum Mont-Cenis-Eisenbahntunnel)
- Linie 4 der U-Bahn Guangzhou: 1500 V seit 1999, analog zu deutschen S-Bahn-Systemen, kein Schneefall

Neue Anlagen mit höheren Spannungen sind nicht bekannt. Nach Einführung von statischen Wechselrichtern wurden keine neuen Stromschienen-Systeme mit Gleichspannung konzipiert.
Die Stromzuführung von der Stromschiene zum Fahrzeug erfolgt über sogenannte Stromabnehmer mit Schleifschuhen, die in der Regel an Stromabnehmerbalken aus isolierendem Material seitlich an den Drehgestellen der Fahrzeuge angebracht sind. Zur Ausschaltung des Federspiels wurden sie lange an den Radsatzlagergehäusen aufgehängt, doch setzte sich später die Befestigung an den Drehgestellrahmen durch. Den vergleichsweise geringen Federweg der Primärfederung können die Stromabnehmer ausgleichen. Die Rückleitung des Stromes erfolgt bei diesem System über die Räder und Schienen wie bei anderen elektrischen Bahnen auch.

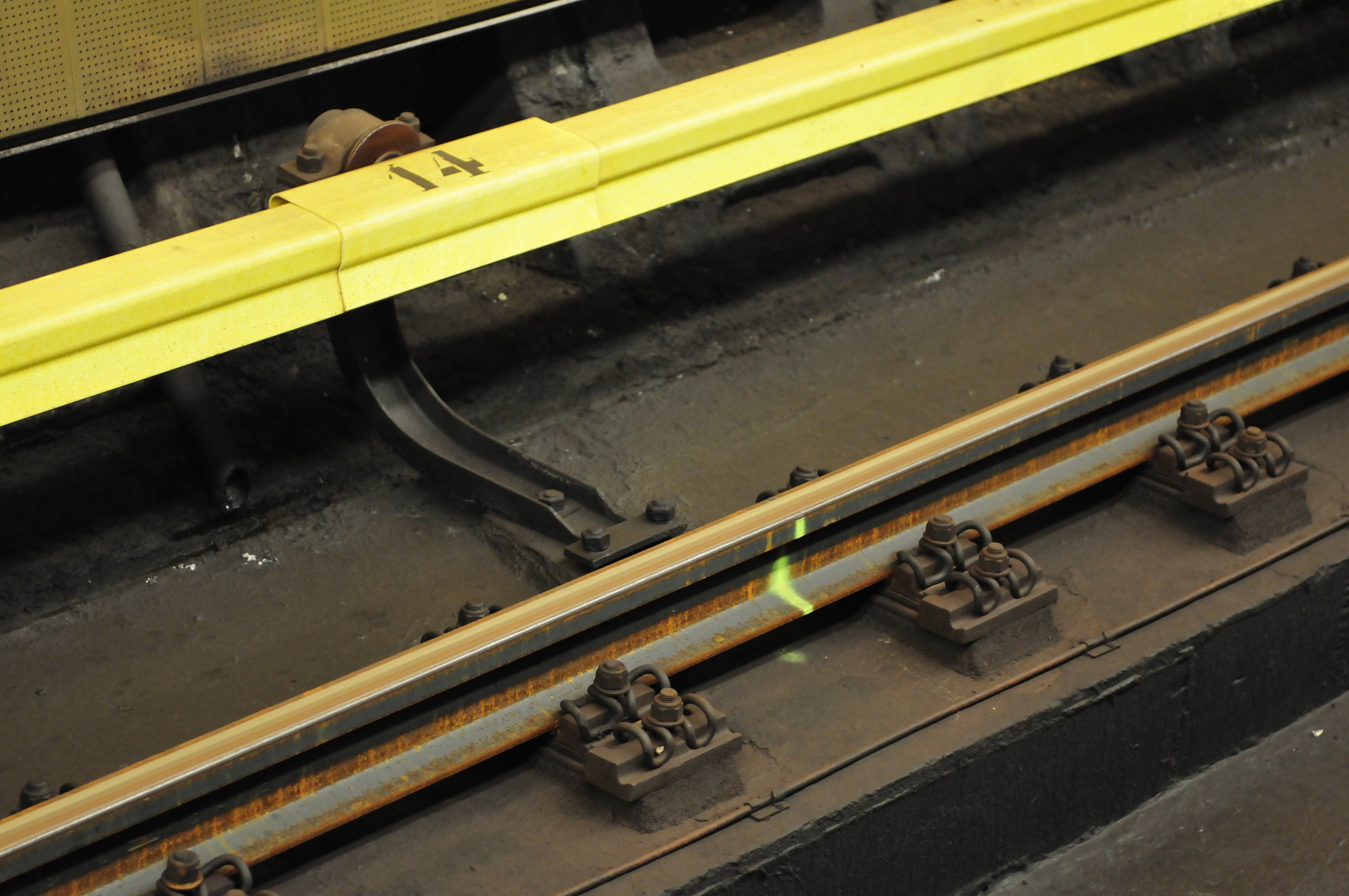
Seitlich angebrachte, von unten bestrichene Stromschiene mit gelber Schutzabdeckung der Metro Prag – der Stromschienenträger entspricht der Bauart Wannseebahn

### Übertragung von der Stromschiene zum Fahrzeug
Die Stromzuführung von der Stromschiene zum Fahrzeug erfolgt prinzipiell über Gleitkontakte;
- bei seitlichen Stromschienen über sogenannte Schleifschuhe, die seitlich an den Drehgestellen oder am Wagenkasten der Fahrzeuge angebaut sind
- bei überkopf angebrachten Stromschienen über Standard-Stromabnehmer, die meist primär für die weiter verbreiteten Oberleitungen konstruiert sind

Die Rückleitung des Stromes erfolgt generell über die metallischen Räder und Fahrschienen. Eine Ausnahme ist beispielsweise die Londoner U-Bahn, in deren Netz aus elektrochemischen Gründen eine zweite Stromschiene in Gleismitte als Rückleitung verwendet wird.

### Verbreitung

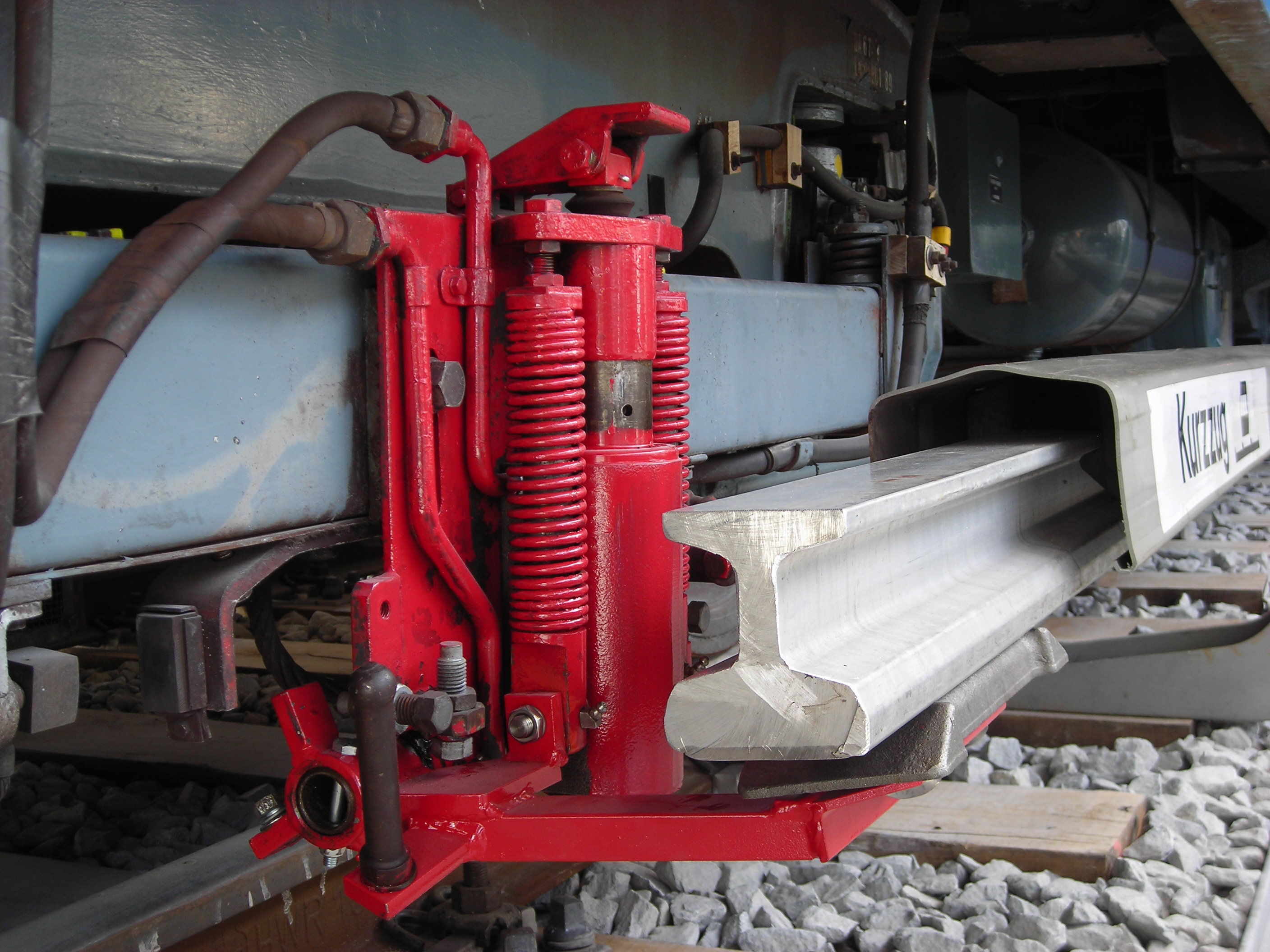
Zug-Stromabnehmer der Münchner U-Bahn (erste Generation)

In Deutschland werden Stromschienen bei den mit Gleichstrom betriebenen (echten) U-Bahnen in Berlin, Hamburg, München und Nürnberg und den S-Bahnen von Berlin (750 V) und Hamburg (1200 V) verwendet. Auch die Wuppertaler Schwebebahn wird über eine Stromschiene mit Energie versorgt.
Manche U-Bahnen, wie in London und Mailand, werden mit zwei Stromschienen am Gleis betrieben, wobei eine davon in Gleismitte zwischen den Fahrschienen verlegt ist. Man vermeidet auf diese Weise jegliche Streustrom-Korrosion in unterirdischen metallischen Anlagen wie Rohrleitungen.
Im Tunnel Nord-Süd-Fernbahn in Berlin, im City-Tunnel Leipzig, im Endbahnhof der Flughafen-S-Bahn Dresden und auch in mehreren Tunnelstrecken der Schweiz finden sich anstatt der klassischen Oberleitung mit Fahrdraht Stromschienen für 15 000 Volt Wechselspannung in den Vollprofil-Tunnelstrecken.
Im Arlbergtunnel in Österreich wurden im Zuge einer Sanierung und Sicherheitsnachrüstung im Jahre 2010 Deckenstromschienen anstelle einer klassischen Oberleitung eingebaut.
In Südengland wurden ab den 1930er-Jahren viele Überlandstrecken mit Stromschiene (660 V Gleichspannung) elektrifiziert, da dort das Lichtraumprofil zu klein (vor allem zu niedrig) war, um ohne größere Umbauten eine Elektrifizierung mit Oberleitung zu realisieren. Auch die Eurostar-Einheiten verkehrten vor der Fertigstellung der High Speed 1 auf diesen Strecken. Im Nahverkehr kommen hier ausschließlich Triebzüge zum Einsatz, die teilweise auch im Fernverkehr eingesetzt werden. Zudem werden auch Lokomotiven, die für den Betrieb über Stromschienen ausgerüstet sind, im Fern- und Güterverkehr eingesetzt und durch Diesellokomotiven ergänzt.

### Anwendungshindernisse bei Vollbahnen

Detailansicht der Stromschiene der Wiener Stadtbahn während des Versuchsbetriebs in den Jahren 1901 und 1902

Bei Vollbahnen haben sich seitlich oder unten liegende Stromschienen vor allem aus technischen Gründen nicht großflächig durchgesetzt. Hinderungsgründe sind vor allem:
- Stromschienen können an einer Weiche nur an der Seite eines Zweiggleises durchlaufen, wenn sie
  - von der Seite bestrichen werden (S-Bahn Hamburg) oder
  - einen Stromschienenauflauf haben (S-Bahn Berlin).

In den übrigen Fällen muss eine von oben oder unten bestrichene Stromschiene stets vor der Weiche enden, um dann hinter der Weiche fortgeführt zu werden, wobei die Spannungsversorgung der einzelnen Stromschienenabschnitte aufwendig durch Starkstromkabel und Trennschalter erfolgt. Durchlaufende Stromschienen im Zungenbereich von Weichen sind in jedem Fall ein Wartungshindernis, das im ungünstigsten Fall Arbeiten im nicht gesperrten Gleis unmöglich macht und nach Möglichkeit vermieden wird.
- Ohne Unterbrechung der Stromversorgung können Weichenabschnitte nur durch Triebzüge mit entsprechend vielen Schleifern und – zumindest teilweise – durchgehender Starkstromleitung durchfahren werden.
- Ein Zugbetrieb mit lokbespannten Wagenzügen ohne zusätzliche Stromabnehmer an den Wagen ist technisch möglich (und wurde auch durchgeführt, z. B. bei der London Underground), wäre jedoch durch Stromschienenlücken an den Weichen und hier besonders in den langen Weichenstraßen der Bahnhofsausfahrten auf antriebsloses Schwungfahren beschränkt, da die Lokomotiven hier vorübergehend nicht mit Strom versorgt werden können.
- Für höhere Leistungen über längere Strecken ist eine höhere Spannung günstiger, da die hier fließenden Ströme kleiner sind. Dafür müssen die Abstände zwischen den spannungsführenden und geerdeten Teilen größer sein.
- Mit größerer Entfernung zwischen den Unterwerken sowie mit steigender Leistungsaufnahme machen sich zunehmend Leitungsverluste und Spannungsabfall durch den Leitungswiderstand bemerkbar. Dieses Problem löst man am besten durch Anheben der Spannung. Bei höherer Spannung wird jedoch auch der mindestens notwendige Isolationsabstand größer. Überschläge sind bei einem Zentimeter je Kilovolt möglich. Mit einem zusätzlichen Sicherheitszuschlag wäre die profilfreie Verlegung der Stromschiene kaum möglich, entsprechend isolierte Stromabnehmer an den Fahrzeugen, die an dieser Stelle zusätzlich verschmutzungsgefährdet sind, wären ebenfalls nur schwer betriebssicher zu halten. Deshalb ist die maximale Spannung, für die Stromschienen verwendet werden können, etwa 1500 V.
- Die Gefahr eines elektrischen Schlages durch unzulässige Näherung und Berühren (z. B. durch Kinder, Tiere oder auch unvorsichtige Erwachsene) ist wesentlich größer als bei Oberleitungen. Ebenerdige Kreuzungen mit Straßen, durch die Unbefugte zu den Stromschienen gelangen könnten, sind bei Neuanlagen nicht mehr zulässig. Allerdings existieren bei den Eisenbahnstrecken in Südengland und den S-Bahnen in Hamburg und Berlin noch höhengleiche Kreuzungen mit Straßen und Wegen.

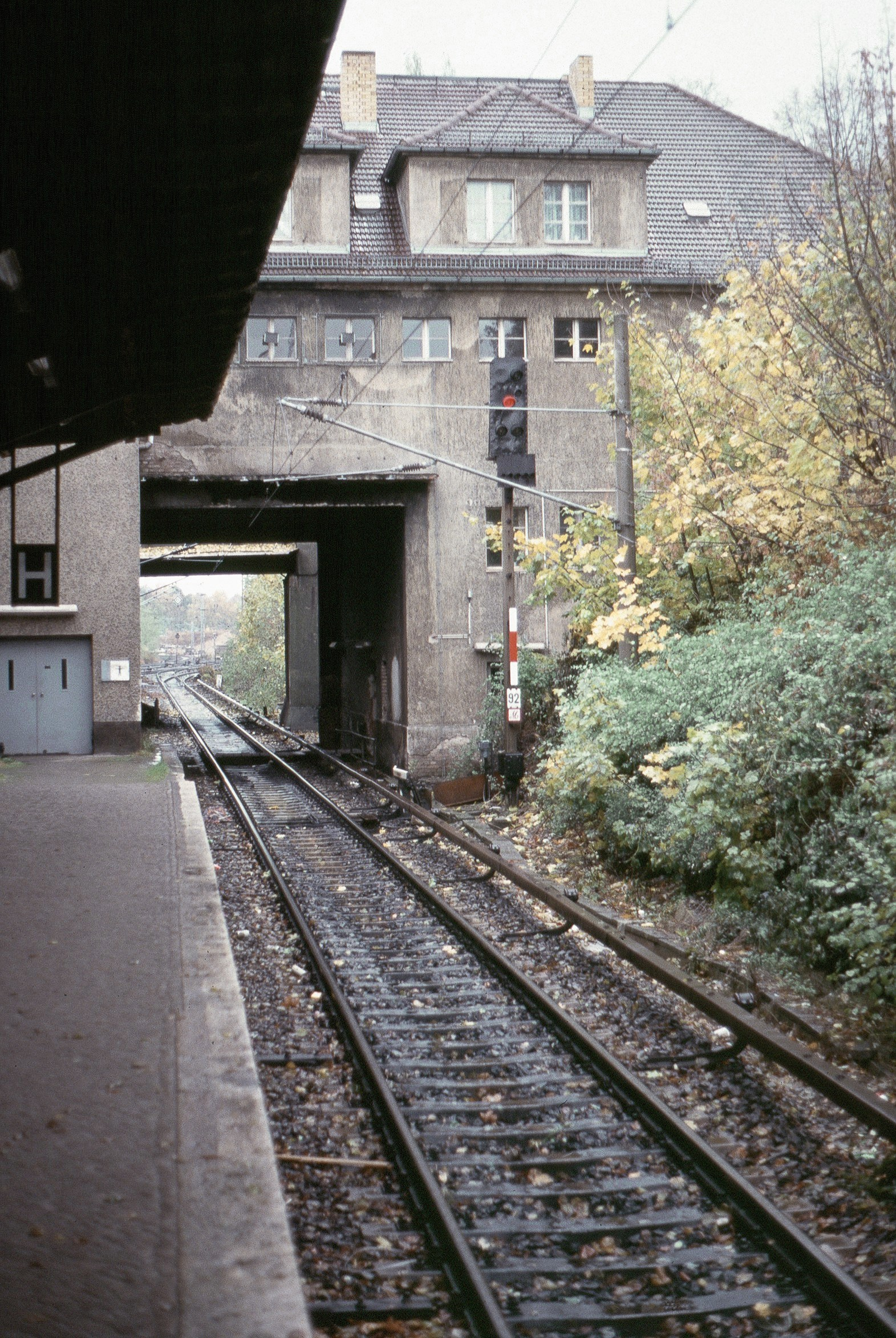
Gleichstrom-Stromschiene der Berliner S-Bahn und Wechselstrom-Oberleitung am selben Gleis im Bahnhof Birkenwerder

Prinzipiell können Bahngleise mit Oberleitung und Stromschiene zugleich versehen sein. Dies war zum Beispiel bei der S-Bahn Hamburg zwischen 1940 und 1955 der Fall. Auch der Pariser Bahnhof Saint-Lazare wies zwischen 1967 und 1978 Gleise mit beiden Systemen (Stromschiene mit 750 V Gleich- und Oberleitung mit 25 kV Wechselspannung mit 50 Hz) auf. Ein heutiges Beispiel ist der Bahnhof Birkenwerder (b Berlin), auf dem beide Bahnsteiggleise, sowie drei Abstellgleise, sowohl mit Stromschiene als auch mit Oberleitung ausgestattet sind. Allerdings können Probleme mit der gegenseitigen Beeinflussung der Stromkreise auftreten, solange nicht mindestens eins – wie in Birkenwerder – galvanisch getrennt eingespeist wird. So kann durch den Spannungsabfall entlang der Fahrschienen Gleichstrom vom Stromschienensystem über die für den Gleichstrom niederohmigen Transformatorwicklungen der Triebfahrzeuge und Unterwerke in das Oberleitungssystem (selten umgekehrt) fließen. Ist eines dieser Systeme ein Gleich- und eines ein Wechselstromsystem, kann es zu einer unerwünschten Gleichstromvormagnetisierung der Transformatoren sowohl in den Wechselspannungs-Triebfahrzeugen als auch in den Unterwerken des Wechselspannungssystems kommen.
Aus diesem Grund sieht man eine Doppelelektrifizierung mit Oberleitung und Stromschiene nur dann vor, wenn dies aus Kostengründen oder betrieblichen Gründen notwendig ist. (Beispiel Birkenwerder: Notwendiges Heranführen von Vorortzügen des „Sputnik-Verkehrs“ mit 15-kV-Lokomotiven an den Bahnsteig der 750-V-Gleichstrom-S-Bahn zwecks wichtigen Umsteigepunktes. Ein zweiter Bahnsteig zur Trennung konnte aus Platzgründen nicht errichtet werden.)
Die U-Bahn London verwendet besondere Rückleitungsschienen. Sie sollen den Triebrückstrom von den gusseisernen Tübbings der Tunnel fernhalten. Bei der Eisenbahn sind die Rückleitungs- mit den Fahrschienen verbunden. Die besondere Rückleitungsschiene wird allerdings im Eisenbahnnetz nur dort verwendet, wo auch U-Bahn-Züge verkehren. Beispiele sind die Abschnitte Abzw Gunnersbury – Richmond, der von der District Line mitbenutzt wird, und Queens Park – Harrow & Wealdstone der Watford DC Line.
Die Speisung von Fahrleitung und Stromschienen mit derselben Stromart wie in der Anfangszeit in Teilen des Pariser U-Bahn-Netzes oder in den Bahnhöfen der Maurienne-Strecke Culoz–Modane ist vergleichsweise unproblematisch. Die Linie B der U-Bahn von Buenos Aires ist wegen des Einsatzes von Wagen unterschiedlicher Herkunft erst nach 2000 zusätzlich zu den seitlichen mit Deckenstromschienen ausgerüstet worden.

## Andere technische Anwendungen

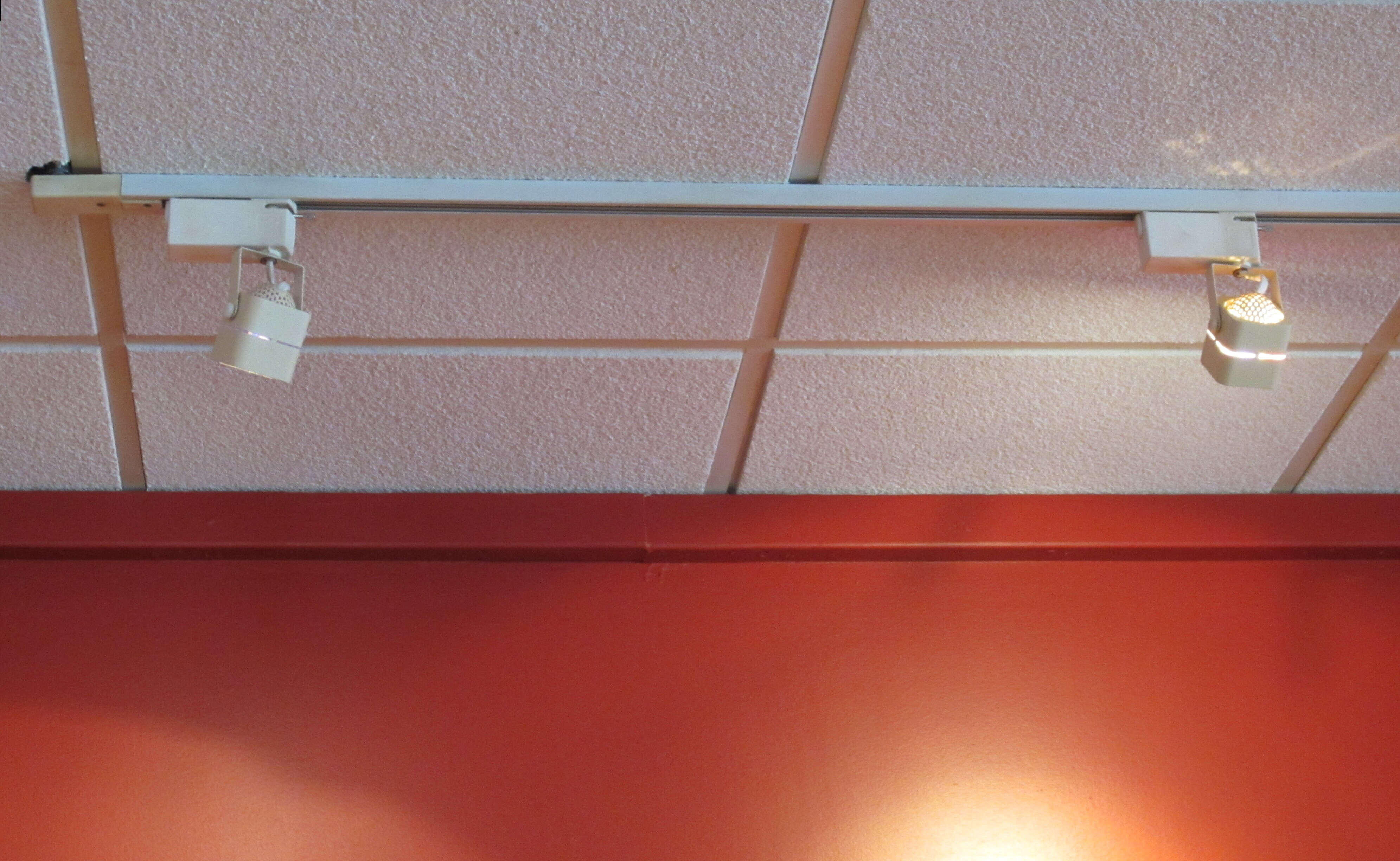
Stromschiene mit Halogenstrahlern

Die Anwendung von Stromschienen ist nicht nur auf die Eisenbahn beschränkt. So werden auch Brückenkrane und deren Laufkatzen sowie Labor- und Werkstattsysteme mit semimobilen Stromverbrauchern für Wechsel- oder Drehstrom mit Stromschienen versorgt. Die Wagen einer Geisterbahn fahren geleitet von stark gekurvter Schiene, an der seitlich oder daneben am Boden Stromschienen liegen, die mit Schutzkleinspannung gespeist werden. Auf dem Oval einer Elektro-Go-Kart-Bahn erlauben streifenweise verlegte Eisenplatten verbunden mit den zwei Polen der Stromversorgung das Fahren bei ziemlich freier Spurwahl, solange der Wagen nicht quer steht. Das Fahrgeschäft Autoscooter kann kreuz und quer gefahren werden, denn es rollt auf durchgehender Stahlplatte und ein federnder Metallbügel schleift oben unter einem gespannten Drahtnetz als zweitem Pol der Stromversorgung.

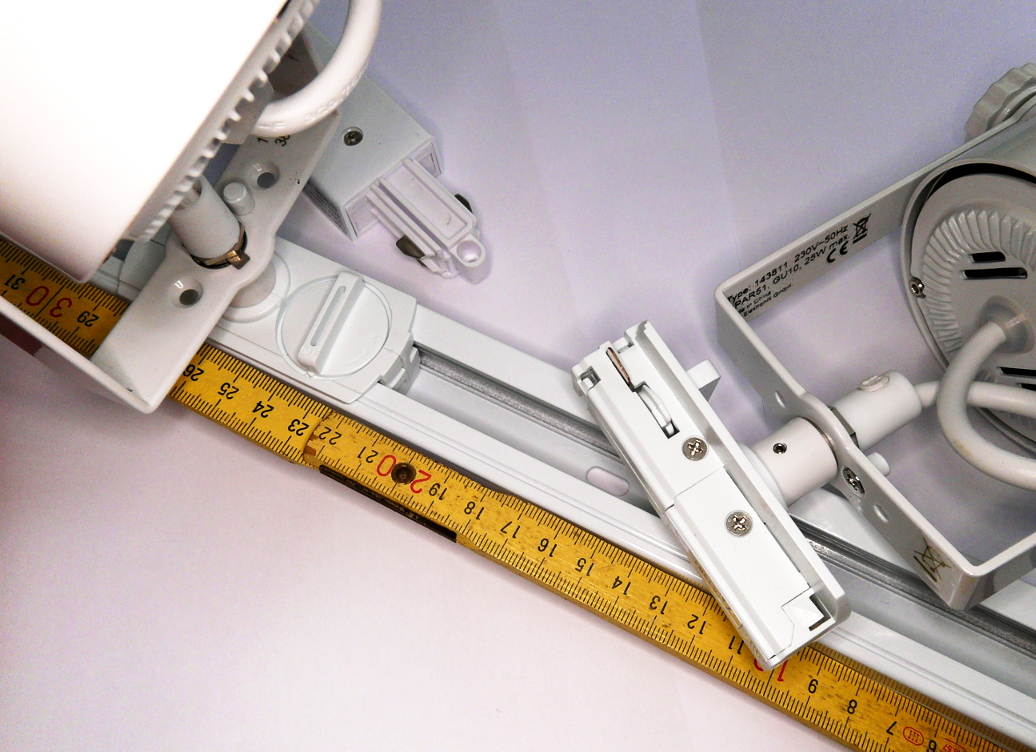
Einphasige 230-Volt-Stromschiene für Beleuchtung

Eine weitere Anwendung ist die Beleuchtungstechnik mit beweglichen Scheinwerfern, z. B. in Schaufenstern, ab 1975 auch für den Wohnbereich. Diese Schienen werden in oder auf Decke, Wand, Boden oder in Vitrinen montiert und weisen im mit dem Schutzleiter verbundenen Aluprofil isoliert und berührungssicher bis zu vier versilberte oder vernickelte Kupferschienen auf, die die schaltbaren Leuchten über bis zu drei Stromkreise versorgen und so Beleuchtungseffekte oder Nachtbeleuchtung ermöglichen.
Für die Zwecke der Fördertechnik sind Stromschienen oft mehradrig als Kastenschleifleitungen in Kunststoff-Trägersystemen mit Kupferleitern oder als parallel verlegte Mehrader-Systeme mit Einzelschienen in Kunststoff-Kupfer-Kombination ausgeführt.
Railguns (im Experimentalstadium) basieren auf einem Paar Stromschienen.

## Stromschienen bei Modellbahnen
Die Modellbahnindustrie fertigt wegen des hohen Montageaufwandes keine vorbildgerecht funktionierenden Stromschienen in Seitenlage. Die entsprechenden Fahrzeugmodelle werden wie die übrigen Fahrzeuge auch über die beiden Fahrschienen mit Strom versorgt. Zur Nachbildung von Bahnstrecken, deren Vorbild mit Stromschienen versehen sind, gibt es aber Attrappen als Bausatz.
Eine elektrisch isolierte Mittelschiene zur Stromversorgung war dagegen in der Frühzeit der elektrischen Modelleisenbahnen weit verbreitet. Alle elektrischen Tinplate-Bahnen waren mit Mittelschienen ausgestattet. Erst nach dem Ende des Zweiten Weltkrieges kamen die ersten Modelleisenbahnen mit Zweischienen-Zweileiter-Gleissystem auf. Das Trix-Express-System mit der elektrisch isolierten Mittelschiene wurde noch bis 1997 (wenige Jahre nach der Übernahme durch Märklin) produziert, erfreut sich aber in Sammlerkreisen und bei Freunden historischer Modellbahnen wieder zunehmender Beliebtheit. Märklin hatte die frühere dritte „Mittelschiene“ bereits 1953 durch die sogenannten Punktkontakte ersetzt: Das sind Blechzähne, die von der verdeckt unter dem Bahnkörper verlaufenden Stromschiene durch Löcher in den Schwellen nach oben ragen und zur Stromabnahme von einem zwischen den Rädern des Triebfahrzeugs aufgehängten Schleifer bestrichen werden. Dieses System wird bis heute angewendet.
Auch Lego hatte bei den ersten mit 12 V betrieben Eisenbahnen eine Stromschiene in der Mitte zwischen den Fahrschienen. Über Schleifkontakte wurde so der Strom an den Motor übertragen. Da die Gleise selbst nicht leitend waren, mussten zwei parallele Stromschienenstränge geführt werden, was zur Folge hatte, dass Gleisanlagen keine Wendeschleifen haben durften, die auf dasselbe Gleis zurückführten.
Elektrische Modellautorennbahnen, nur zweispurig für das Kinderzimmer oder vielspurige in Slotcar-Hallen, führen Stromschienen neben den Spurschlitzen (Slots).

## Metaphorischer Gebrauch
Im US-amerikanischen Politikbetrieb wird mit „Third Rail“ oder Stromschienenthema ein Tabuthema bzw. eine Angelegenheit bezeichnet, die ein Politiker besser nicht berühren sollte.